# José María Morelos
José María Teclo Morelos Pavón y Pérez (Valladolid, Reino de México, 30 de septiembre de 1765-San Cristóbal de Ecatepec, Intendencia de México, 22 de diciembre de 1815), conocido como José María Morelos y Pavón, fue un sacerdote, militar y político novohispano que destacó como el jefe insurgente de la segunda etapa de organización en la guerra de Independencia de México (1811-1815).
Hijo de José Manuel Morelos, carpintero y de Juana María Guadalupe Pérez Pavón (1745-1799), criolla hija de un maestro de escuela, nació en la antigua villa mexicana de Valladolid (hoy llamada Morelia en su honor) y estudió durante los primeros años de su vida con su abuelo paterno. Estudió la carrera de sacerdote en el Colegio de San Nicolás y en 1789 entró al seminario de Valladolid, donde se graduó en 1795. En 1799 fue nombrado cura de Carácuaro, donde permaneció hasta 1810.
Fue comisionado por Miguel Hidalgo, el 20 de octubre de 1810 en Charo, Michoacán, como jefe insurgente en el sur de México, para poder seguir con la guerra encargado de tomar ranchos y ciudades importantes, así como la comunicación con los puertos de Asia, principalmente con Manila, Filipinas, que ese entonces, era parte de la Nueva España. Su principal encomienda fue ocupar el puerto de Acapulco, considerado estratégico para la comunicación de la Nueva España.
Desde 1811 y hasta el inicio de su declive militar en 1814, Morelos, ayudado por muchos lugartenientes, logró conquistar la mayor parte del sur del país y una parte del centro, en la región del actual estado de Morelos, donde se desarrolló, entre el 9 de febrero y el 2 de mayo de 1812, su acción militar más famosa, el Sitio de Cuautla, en la ciudad homónima, que lo convirtió en el principal enemigo del ejército realista.
También organizó el Congreso de Anáhuac, el primer cuerpo legislativo de la historia mexicana, cuyas sesiones tuvieron lugar en Chilpancingo (actual Estado de Guerrero) durante septiembre y noviembre de 1813. Allí Morelos presentó los Sentimientos de la Nación. El Congreso aprobó el 22 de octubre de 1814, en Apatzingán, la primera Constitución de México, aunque Morelos después declaró que «es mala por impracticable».
Tras varias derrotas, fue capturado el 5 de noviembre de 1815 en Temalaca (actualmente Temalac, municipio de Atenango del Río, Estado de Guerrero), por el coronel Manuel de la Concha, juzgado por la Inquisición y finalmente fusilado en San Cristóbal Ecatepec (hoy Estado de México), el 22 de diciembre de 1815.

## Biografía

### Contexto histórico

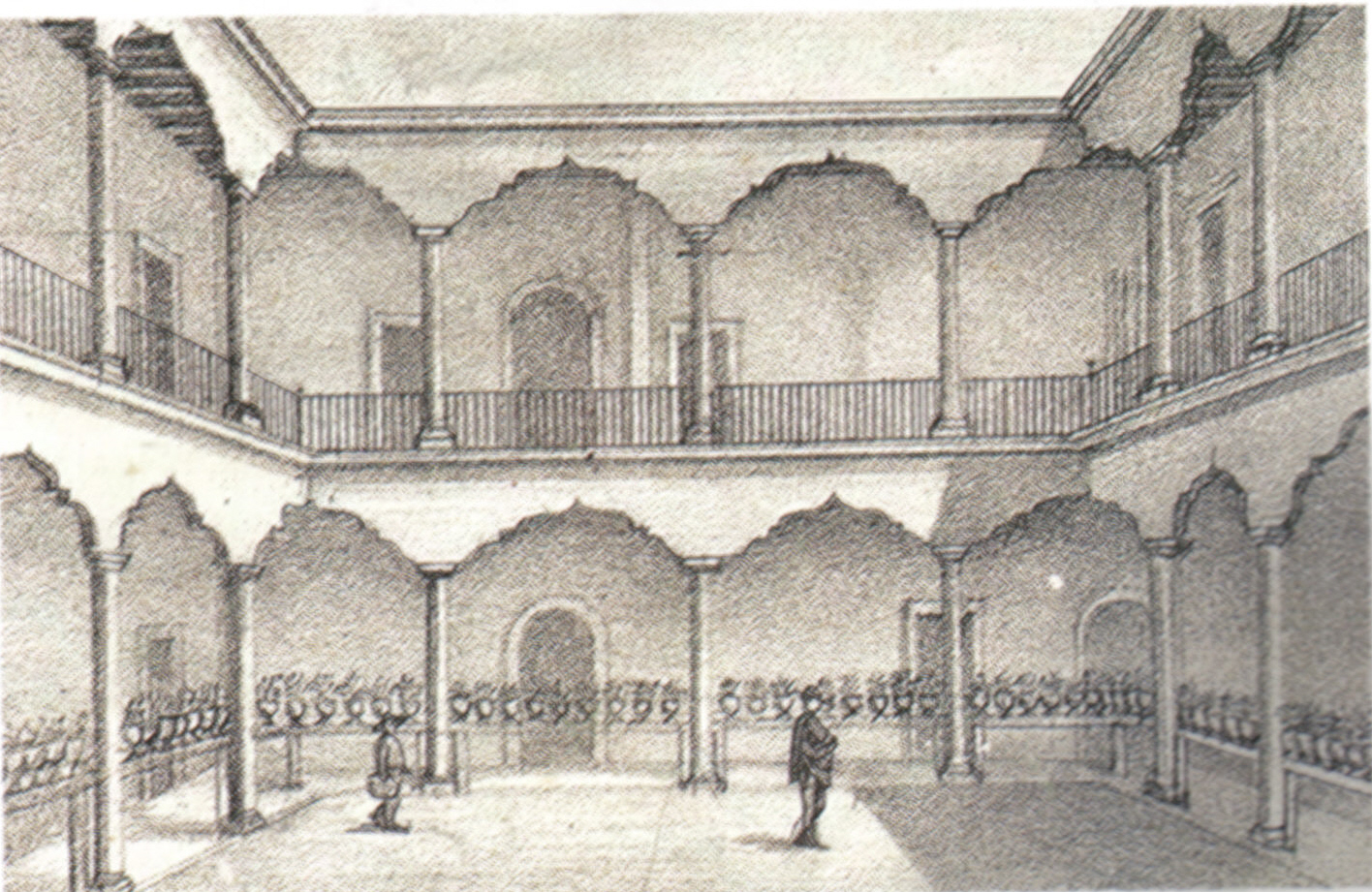
Casa que Morelos habitó en Valladolid, hoy Morelia en su honor.

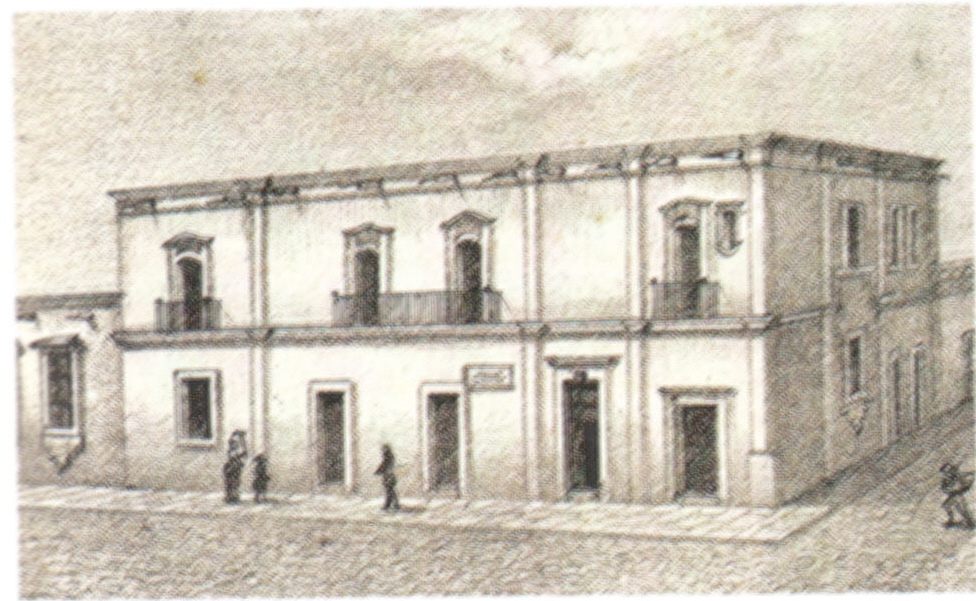
Grabado de la casa de Morelos, hoy convertida en museo.

Carlos III fue proclamado Rey de España, y a partir de entonces implementó una serie de políticas liberales en los virreinatos y provincias. Nueva España era gobernada por Carlos Francisco de Croix, un militar de ascendencia francesa. Aún permanecían las diferencias de castas, los peninsulares ocupaban los altos puestos del ejército, la religión y la política[cita requerida]; los criollos, puestos mínimos; y los mestizos se limitaban a obedecer las órdenes de los españoles. Valladolid era una de las ciudades más desarrolladas del país, y estaba considerada, según los letrados de aquella época, como el «jardín de la Nueva España». En 1764, las reformas administrativas desarrolladas por el gobierno español otorgaron una nueva panorámica a la Nueva España. Se crea la Ordenanza de Intendentes, gobernantes regionales de las provincias; estos funcionarios dependían directamente del rey, por lo que el virrey vio mermado su poder. También, por decreto real del 25 de febrero de 1767, los jesuitas fueron expulsados del Imperio español. De acuerdo con algunos historiadores, la expulsión se debió a que los jesuitas conspiraban contra el rey Carlos III. Según Lucas Alamán, la expulsión de los jesuitas fue producto de una conspiración de jansenistas y librepensadores franceses, que amedrentaron a Carlos III por el peligro de una conspiración.

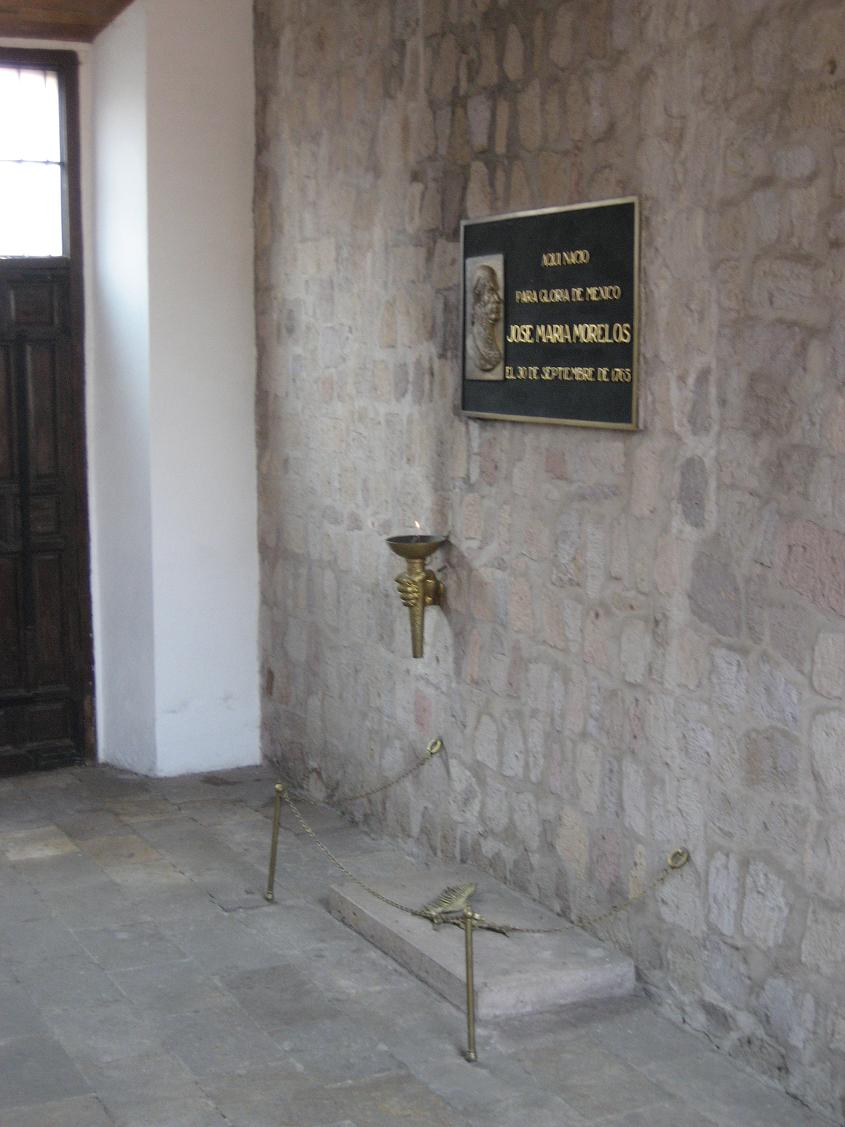
Sitio exacto donde nació Morelos.

Es en ese panorama, cuando el 18 de febrero de 1760 José Manuel Morelos y Robles, carpintero oriundo de Zindurio —una pequeña localidad predominantemente indígena, situada a una legua de distancia al poniente de Valladolid—, y Juana María Guadalupe Pérez-Pavón y Estrada (1745-1799), también originaria de la población de San Juan Bautista de Apaseo, asimismo cercana a Valladolid, se unieron en matrimonio.
Se dice que el apellido de la familia era Sandoval, pero que en el siglo XVII se deformó debido a que vendía moras, y la gente los llamaba «Moreros», pero con el tiempo pasó a ser «Morelos». Recientes investigaciones demuestran que la mencionada familia descendía del apellido Sandoval por el matrimonio de Diego Manuel de Morelos con Juana Núñez de Sandoval, hija de Nicolás Núñez de Sotomayor y Pérez de Garfias y María de Sandoval y Villalón. Por tanto, el apellido Morelos puede encontrarse en los archivos de la Real Cancillería de Valladolid en el siglo XVI, siglos antes del nacimiento de José María Morelos y Pavón.
La pareja tuvo a su primogénita, llamada María Guadalupe, en 1761. Luego vino Juan de Dios Nicolás, en 1763, que murió en 1828; María Josefa Eulalia en 1770, María Antonia en 1774, José Antonio en 1778, Antonio Venancio en 1779 y su hermana menor, Juana María Vicenta, nació en 1784 y murió en 1790.

### Primeros años y estudios
El lunes 30 de septiembre de 1765, la señora Juana María de Morelos asistió en Valladolid a la misa dominical del día de San Jerónimo y, al salir, sintió los dolores de parto en la calle. Solicitó auxilio a las monjas del convento de San Agustín, donde nació José María, en el pórtico del convento. El 4 de octubre de ese año fue bautizado en la catedral de Valladolid, con el nombre de «José María Teclo Morelos Pavón y Pérez».
Los estudios históricos realizados en torno a la figura de los primeros años de Morelos difieren en cuanto al año de nacimiento de la hermana menor, María Antonia, pero todos concuerdan en que nace al menos diez años después que José María. También se afirma de la existencia de una niña nacida después de que el padre se hubiera retirado, y cuya fe de bautismo establece que nació el 28 de diciembre de 1784 y murió en la infancia.
Morelos cursó los estudios en la escuela de su abuelo, el maestro José Antonio Pavón. El padre de Morelos, don Manuel, era carpintero, y tras una discusión con su madre, se marchó de la casa familiar, y llevó consigo a su hijo Nicolás, por lo que la familia pasó una severa crisis económica. José María entró a trabajar en la hacienda Tahuejo de su tío paterno, Felipe Morelos Ortuño, ubicada en el actual municipio de Parácuaro, Michoacán, región de Apatzingán, a los catorce años.
Nicolás siguió a su padre, quien regresó a la casa paterna a principios de 1784, y el hijo adoptó el oficio de carpintero, que ejerció en San Luis Potosí hasta su muerte, alrededor de 1828.
José María trabajó como atajador, después como arriero y vaquero, además de esto Morelos se podría haber encargado de algunas responsabilidades oficinescas, quizá primero como ayudante, aprendiz de escribano y después como responsable. Se instruyó en agricultura y ganadería. Morelos se hizo una herida en la nariz persiguiendo un toro, cuya cicatriz le quedaría grabada el resto de su vida. Dentro de sus labores de arriero, Morelos viajó en ocho ocasiones a la Ciudad de México durante los once años que duró en el campo.
En esos años, Morelos dio su vida y tiempo al estudio de la gramática, un gusto heredado de su madre. Durante ese tiempo, asistía a fiestas y viajaba comúnmente a Valladolid, cuando su madre lo necesitaba. En 1789, y tras diez años de labores en el campo, Morelos regresó a Valladolid, pues su padre había muerto y sus hermanos se habían casado al tiempo que su madre vivía sola, razón por la que volvió a su ciudad natal. En su natal Morelia, se organiza cada año, en la conmemoración de su natalicio un desfile cívico militar, en el cual participan un numeroso contingente, que concluye con las fiestas patrias.

### Independencia de México

#### Antecedentes

Plan del Gobierno Americano de José María Morelos y Pavón (1810).

El 17 de marzo de 1808 ocurrió un levantamiento popular ante el Palacio Real de Aranjuez, que exigía la destitución de Manuel Godoy, favorito del rey Carlos IV de España, pues ya se encontraban tropas francesas en las ciudades de Burgos, Salamanca, Pamplona, San Sebastián, Barcelona y Figueras. Después de la destrucción del Palacio y la captura de Godoy por el pueblo, intervino el príncipe de Asturias, Fernando de Borbón, quien evitó el linchamiento de Godoy. Se decía que, ante la inminente conquista de España por parte de las tropas francesas, la familia real había huido a Aranjuez para embarcarse a alguno de los dominios de América. Al mediodía, el rey Carlos IV abdicó en favor de su hijo, Fernando VII. El 24 de marzo, Fernando VII volvió a Madrid, pero un día antes el general Joaquín Murat había conquistado la ciudad. En Bayona, Napoleón obligó al rey a abdicar en favor de su hermano José Bonaparte. El 2 de mayo comenzó la Guerra de la Independencia Española.
Mientras tanto, en Nueva España, Morelos recibía pedidos del obispado para contribuir a la causa española. En abril, llega la noticia de que Buenos Aires ha derrotado a los británicos, y un requerimiento para ayudar a España. Morelos envió 20 pesos por él y 10 por su vicario, adjuntando asimismo una carta en la que afirmaba: «Estoy prontísimo a ofrecer la vida por la católica religión y por la libertad de nuestro soberano». Un año después, Morelos coopera nuevamente. En 1810 se afirmó que los franceses estaban dispuestos a invadir la Nueva España, por lo que todos los clérigos se ven obligados a colaborar de nuevo con las colectas de fondos para el Ejército Español. El obispo de Michoacán, Manuel Abad y Queipo, reemplazo de San Miguel que había fallecido en 1805, escribe lo siguiente a Morelos:

Debemos velar nosotros principalmente que somos atalayas de la Religión y del Estado. La Patria se funda sobre el patriotismo; sólo este apoyo es firme, y el patriotismo consiste en la virtud de cada uno y en la unión de todos: unidos y valerosos nos quiere la patria; consiste en el sacrificio de nuestros intereses particulares y de nuestras pasiones; porque la gloria y la felicidad de una nación es incompatible con el egoísmo y la inercia de sus hijos. En fin, la presente generación va a decidir la suerte de las futuras generaciones.
Manuel Abad y Queipo, obispo de Michoacán.

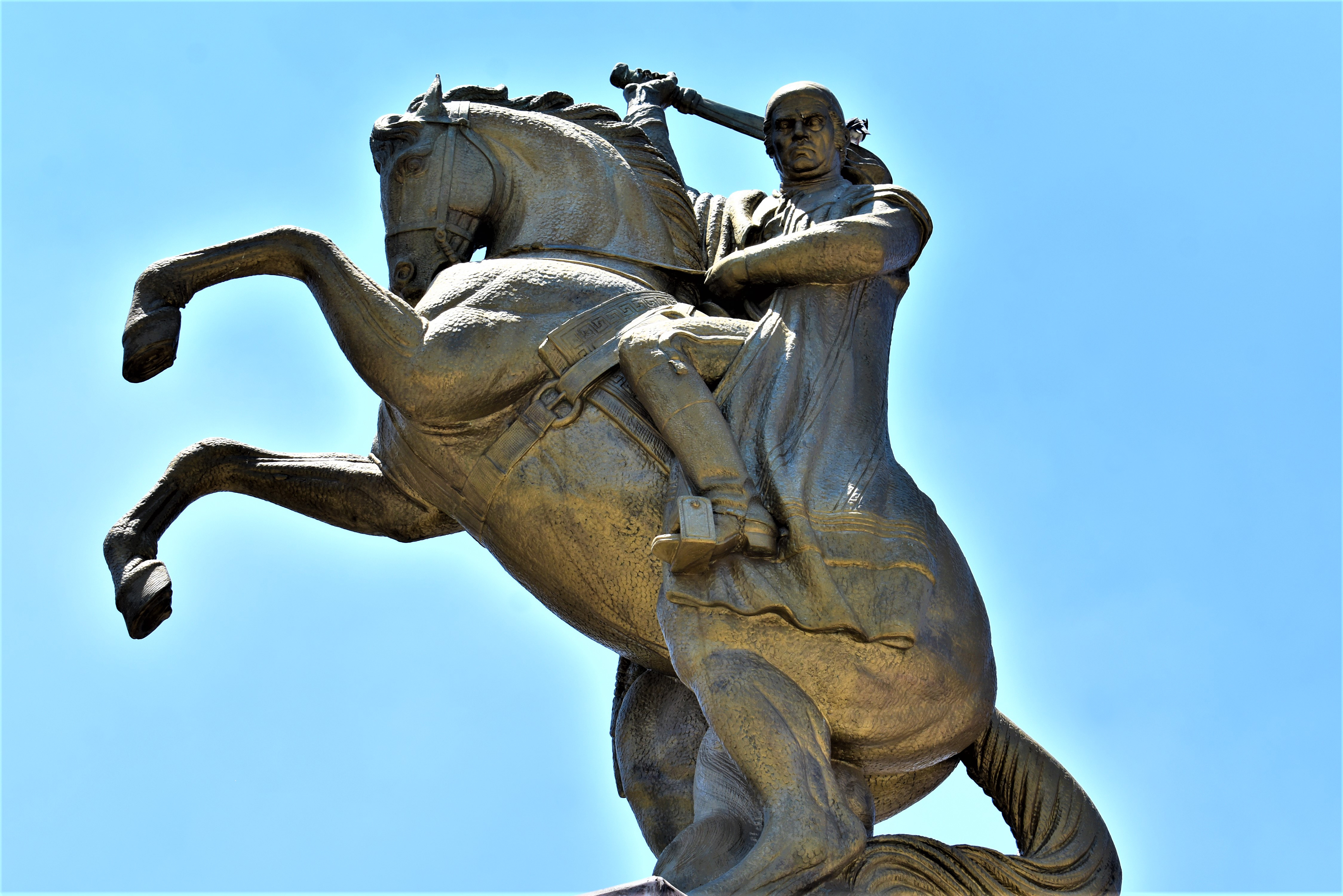
Monumento de José María Morelos y Pavón - Siervo de la Nación en la explanada del Teatro Morelos, en la Ciudad de Toluca, Estado de México, México.

En la capital de la Nueva España, estos sucesos se conocieron por la Gaceta de México del 9 de junio, ante la consternación de la Iglesia, la Audiencia y el Ayuntamiento. En principio, el virrey José de Iturrigaray se negó a reconocer a Fernando VII como Rey de España y de las Indias, hasta que, por presiones del ayuntamiento, Fernando VII es proclamado rey el 13 de agosto, justamente en el 287.º aniversario de que Hernán Cortés tomara Tenochtitlan, en 1521. Pero los rumores acerca de que Iturrigaray pretendía desconocer al gobierno español y constituirse en monarca del virreinato crecían, y se hicieron más grandes cuando el virrey se negó a reconocer a la Junta de Oviedo, pero también lo hizo con la Junta de Sevilla. El 15 de septiembre, un grupo de españoles acaudalados, encabezados por el hacendado vizcaíno Gabriel de Yermo (Sodupe, Vizcaya 1757-1813, México), tomó preso al virrey y a miembros del Ayuntamiento, como a Francisco Primo de Verdad y Ramos, quien fue asesinado el 4 de octubre en la Cárcel del Arzobispado, y que es considerado como el primer mártir de la Independencia. En el lugar de Iturrigaray, fue nombrado el mariscal de campo Pedro de Garibay, un octogenario.
El 21 de diciembre de 1809, se descubrió en Valladolid una conspiración que pretendía formar una junta en la Ciudad de México, tomar preso al virrey y a las demás autoridades de la Colonia para prevenir al país sobre una inminente invasión francesa. Desde septiembre, abogados, médicos, militares e incluso sacerdotes trabajaban en el proyecto, con la participación de varios gobernadores provinciales y de algunos regimientos, como el de Valladolid, capitaneado por Agustín de Iturbide, quien años después consumaría la Guerra de Independencia. Esta conspiración fue organizada por el teniente José Mariano Michelena, quien sólo fue condenado a veinte años de prisión en el castillo de San Juan de Úlua, a diferencia de lo que los españoles pedían, que era la pena capital. Se dijo que la conspiración tenía ramificaciones en San Miguel el Grande y Querétaro, y que tenían relación con los capitanes Ignacio Allende y Mariano Abasolo.

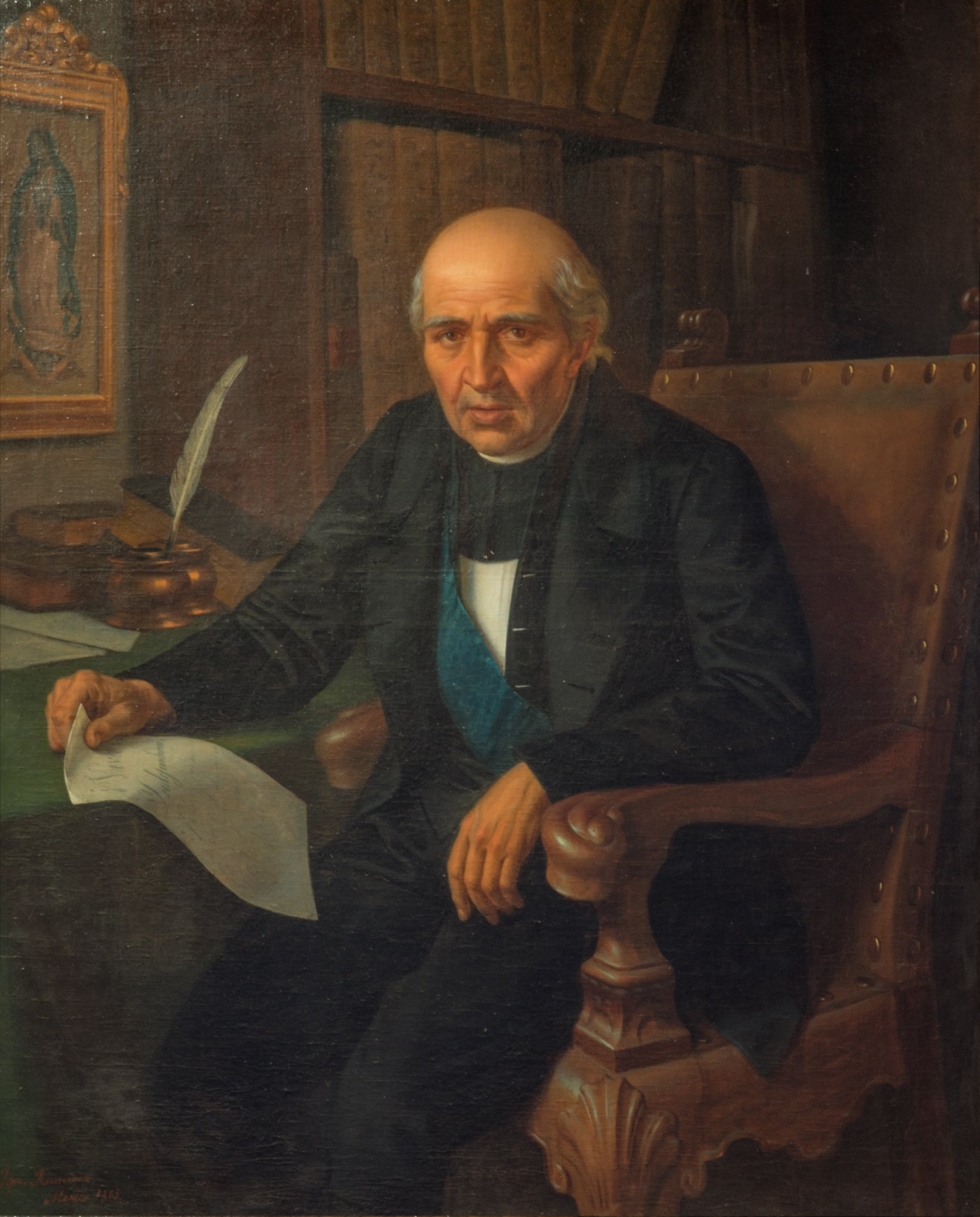
Miguel Hidalgo, antiguo maestro de Morelos e iniciador de la guerra de Independencia de México.

En marzo de 1810, los franceses tenían ocupada toda España, con excepción de la ciudad de Cádiz. En México, una nueva conspiración sustituía a la de Valladolid. La formaban el corregidor de Querétaro, Miguel Domínguez, su esposa, Josefa Ortiz de Domínguez, y los militares Allende, Abasolo y Juan Aldama. A ellos se les unió un sacerdote muy conocido por el Bajío, amigo del intendente de Guanajuato, Juan Antonio Riaño, y del obispo de Michoacán, Manuel Abad y Queipo. Ese hombre era el cura de Dolores, Miguel Hidalgo. Los conspiradores se reunían con el pretexto de celebrar tertulias literarias, en las que se llegó a la conclusión de dar el golpe el 8 de diciembre, día de la Inmaculada Concepción. Pero Allende logró convencer al resto de conspiradores de adelantarlo al 2 de octubre. Esos eran los planes originales de la Conspiración de Querétaro.
Hidalgo convocó a los herreros que tenía en Dolores para hacer lanzas y espadas, y en una visita a Guanajuato consiguió la Encyclopédie, que consultó para la fabricación de cañones. Allende consiguió poner de su parte a los Regimientos de Dragones y de la Reina, así como a los de Celaya. De acuerdo al juicio seguido un año después, los conspiradores tenían apoyo en San Luis Potosí e incluso en la Ciudad de México.
Sin embargo, el 11 de septiembre, un conspirador hasta ahora desconocido, que estaba moribundo, confesó a las autoridades eclesiásticas la existencia de la Conspiración. Al día siguiente se giraron órdenes de aprehensión contra todos los involucrados, mandato que recibió Miguel Domínguez, corregidor de Querétaro, implicado en la conspiración. El 13 de septiembre, Epigmenio González, quien guardaba en su casa gran parte del armamento que se había destinado para la lucha, fue detenido y trasladado al Puerto de Veracruz, donde fue confinado hasta 1822. El 15 de septiembre en la noche, Josefa Ortiz de Domínguez, esposa del corregidor, avisa al alcalde Pérez, otro conspirador, que debe informar a Allende sobre su orden de aprehensión. Allende, a su vez, marcha a Dolores para poner al tanto a Hidalgo de los hechos, quien tomó esa noche la decisión de lanzarse a la lucha armada. Su primera medida fue convocar a misa y mandar aprehender a todos los españoles del pueblo, obligándoles a entregar su dinero para la causa.

#### Etapa de Iniciación
La reacción española no se hizo esperar. El virrey y arzobispo de México, Francisco Javier de Lizana y Beaumont, fue reemplazado el 14 de septiembre por el teniente general Francisco Xavier Venegas, el cual había participado en la Batalla de Bailén, donde los franceses fueron derrotados por primera vez. Los realistas disponían de 30 000 soldados, la mayoría criollos y mestizos. Venegas ordenó la formación de tres puntos de defensa, Guanajuato, Puebla y San Luis Potosí, esta última de donde salió el brigadier Félix María Calleja, que a la postre derrotaría a los insurgentes. La Iglesia excomulgó a los rebeldes, primero por rebelarse en contra del rey, y segundo por tomar en Atotonilco el estandarte de la Virgen de Guadalupe como bandera. El edicto de excomunión fue publicado por Abad y Queipo el 20 de septiembre en Valladolid.
Después, los insurgentes comenzaron su marcha por el Bajío. Primero cayó San Miguel el Grande, luego Celaya. Al 22 de septiembre, fecha en que Hidalgo fue proclamado capitán general de América, y Allende teniente general, los insurgentes sumaban 20 000, la mayoría indios y mestizos, que se unían sin tener experiencia militar, muchos de ellos sin nunca haber salido de su localidad. Lucas Alamán, historiador mexicano, describe así la marcha:

Se le iba juntando gente que formaba diversos grupos o pelotones, que por banderas ataban en palos o en carrizos mascadas de diversos colores, en que fijaban la Virgen de Guadalupe, que era la enseña de la empresa, la que también llevaban por distintivo en el sombrero, todos los que se adherían al partido. Los vaqueros y demás gente de a caballo de las haciendas, casi todos de las castas, formaban la caballería, armada con las lanzas... y con las espadas y machetes que esos mismos hombres acostumbraban llevar en sus trabajos ordinarios: muy pocos tenían pistolas o carabinas. La infantería la formaban los indios, divididos por pueblos o cuadrillas, armados con palos, flechas, hordas y lanzas, y como muchos llevaban a sus mujeres e hijos, todo presentaba más bien el aspecto de tribus bárbaras que emigraban de un punto a otro, que de un ejército en marcha.

Más tarde, el 28 de septiembre, los insurgentes llegaron a Guanajuato, ciudad gobernada por el teniente general Juan Antonio Riaño. Hidalgo envió a un emisario a convencer a Riaño de rendir la ciudad a las tropas insurgentes, que sumaban 20 000, pero en la carta Hidalgo especificó 50 000. Riaño se negó, afirmando «Mi deber es pelear como soldado». Entonces, los insurgentes marcharon a Guanajuato, donde toda la población (más de 600 españoles refugiados) se había encerrado en la Alhóndiga de Granaditas, granero construido en 1801. En medio de la batalla, Riaño salió con un conjunto de soldados y en el acto murió asesinado. Tras este incidente, un minero ofrece a Hidalgo quemar la puerta del edificio. A este hombre se le conoce como El Pípila, trabajador minero barretero, quien con una loza sobre la espalda y una tea prendió fuego al portón de la Alhóndiga de Granaditas, pero su verdadero nombre era en realidad Juan José Reyes Martínez. Después de ello, los insurgentes tomaron el edificio y mataron a muchos españoles.
Los insurgentes avanzaron sin resistencia hasta llegar a Valladolid el 17 de octubre. No ocurrieron otras matanzas, debido a la intervención de Allende. La toma de Valladolid sumó a las fuerzas de Hidalgo ocho compañías nuevas y todo el regimiento de Dragones de la Reina, situado en la ciudad. Allende sugirió a Hidalgo seleccionar 14 000 soldados, llevarlos a la ciudad de Pátzcuaro y ahí entrenarlos. Planteó también la posibilidad de usar las campanas de la catedral de Valladolid para hacer cañones. Hidalgo rechazó ambas propuestas, aduciendo que sería mejor marchar cuanto antes a México y tomar la capital, pues el brigadier Calleja había salido de San Luis Potosí para reforzar la defensa de la Ciudad de México. Tras esta discusión, los insurgentes salen de Valladolid la noche del 19 de octubre.
Al mediodía del 20 de octubre, los insurgentes, ya en camino hacia México, llegaron a un pueblo a las afueras de Valladolid, llamado Charo, donde Hidalgo ordenó que la tropa se detuviera para descansar unas horas. Morelos, enterado de la situación, salió en la madrugada rumbo a Charo, acompañado de un campesino de Nocupétaro. Morelos alcanzó a Hidalgo en la población de Charo, pero este ya no podía detenerse, es así que invitó a Morelos que lo acompañara en la siguiente jornada, para platicar, hicieron alto en Indaparapeo, y es aquí donde le expuso las razones por las que deseaba unirse al movimiento, «la independencia que todos los americanos se veían obligados a pretender, respecto a la ausencia del rey, preso en Francia, les proporcionaba la coyuntura de lograr aquélla». En principio, Morelos ofrece a Hidalgo marchar con él hasta México, pero el jefe insurgente le asigna la misión de levantar tropas en el sur del país, y principalmente, capturar el puerto de Acapulco, un lugar estratégico porque ahí llegaban mercancías de la Nao de China, provenientes de Filipinas, entonces dominio español. Morelos deseaba ser capellán del ejército insurgente y dijo estar pronto a «Correr con violencia las tierras calientes del sur». Hidalgo le otorgó el título militar de «General de los ejércitos americanos para la conquista y nuevo gobierno de las provincias del sur, con autoridad bastante». Tras encomendarle su misión, Hidalgo ordenó a las tropas insurgentes proseguir la marcha, al tiempo que Morelos regresaba a Carácuaro. Nunca más volvieron a verse.

##### Primera Campaña

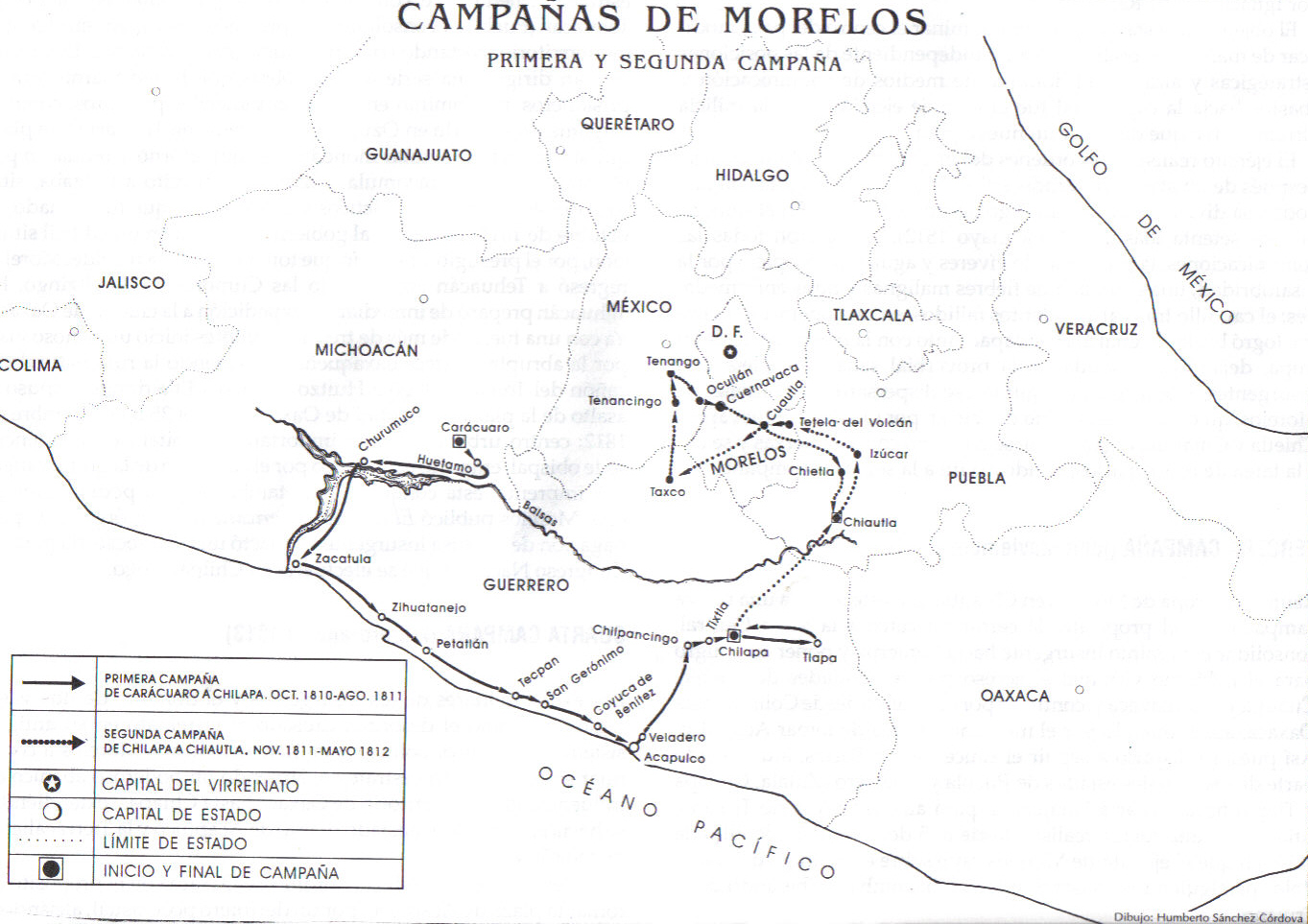
Mapa de la primera campaña de José María Morelos.

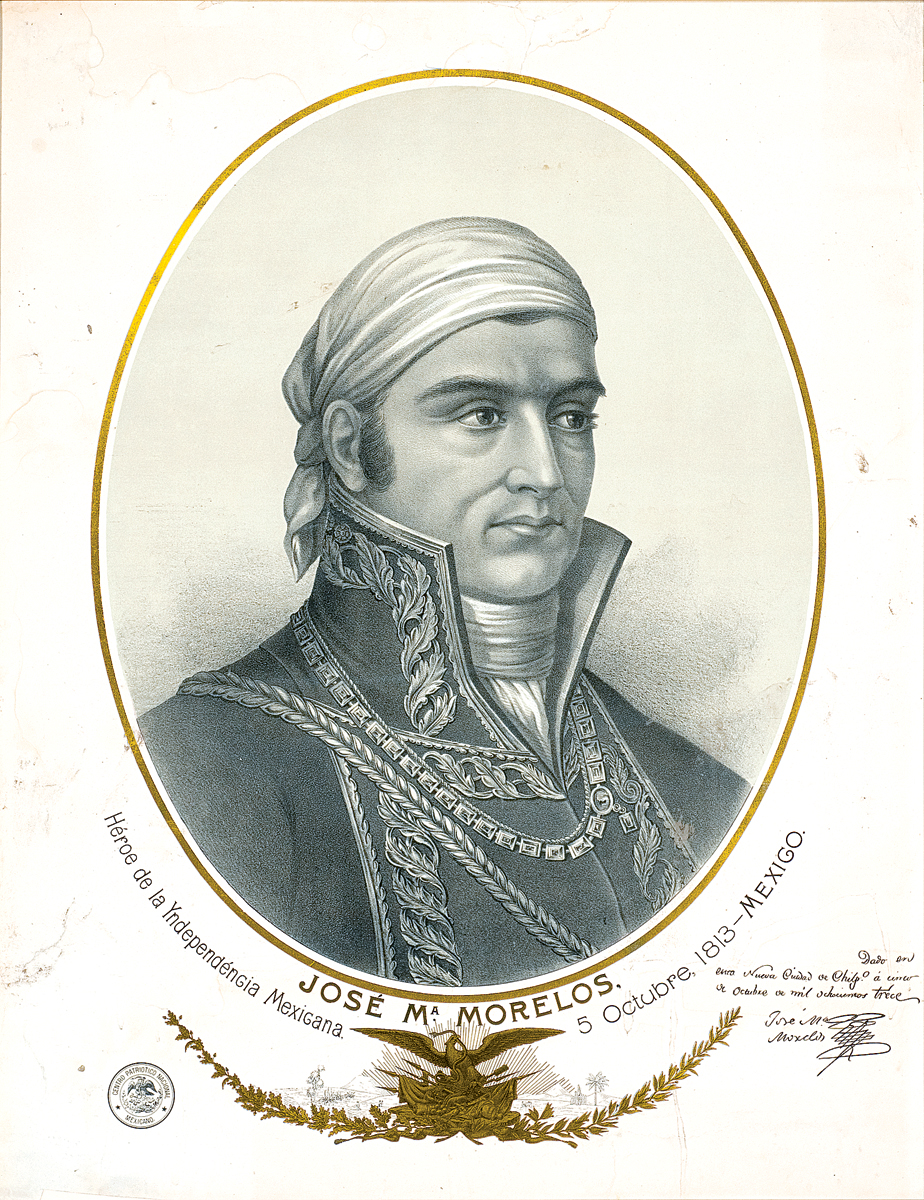
Morelos firma este grabado (hoy parte del acervo del Museo de Historia Mexicana, en Monterrey), tres semanas después de realizado el Congreso de Anáhuac.

Tras el encuentro con Hidalgo, Morelos regresó a Carácuaro con intención de renunciar al curato y reclutar, de entre la gente de Carácuaro, a cuantos soldados pudiera, a fin de marchar cuanto antes hacia el sur. El gobernador del Obispado, Mariano de Landa y Escandón, le concedió la ausencia del curato el 25 de octubre. Ya en su parroquia, logró reunir 25 hombres armados entre lanzas y escopetas. Después de reunir a la gente de Carácuaro para explicar sus motivos de abandono al curato, en los que citó el Itinerario para pueblos para párrocos de indios, obra hecha por los jesuitas en la que afirma que «los clérigos pueden tomar las armas lícitamente cuando hay alguna grave necesidad en utilidad grande de la república». De ahí se dirigió a Zacatula, atravesando la ribera del río Balsas, en la Tierra Caliente, rumbo a la Costa, camino que atravesó bordeando la provincia de Michoacán. Como afirmaría en el juicio que la Inquisición le siguió cinco años después: «Siempre conté con la justicia de la causa, en que habría entrado, aunque no hubiese sido sacerdote». Llegó a Huetamo, donde su tropa aumentó a 350. Ahí escribió a un amigo sacerdote:

Veo de sumo interés escoger la fuerza con que debo atacar al enemigo, más bien que llevar un mundo de gente sin armas ni disciplina. Cierto que pueblos enteros me siguen a la lucha por la independencia, pero les impido diciendo que es más poderosa su ayuda labrando la tierra para darnos el pan a los que luchamos.
Huetamo, Provincia de Michoacán a los veinticinco días del mes de octubre del año de Nuestro Señor de mil ochocientos diez. José María Morelos

El objetivo de la campaña era conseguir hombres y armamentos en el sur del país, y, principalmente, cumplir la encomienda de Hidalgo: apoderarse de Puerto de Acapulco, un importante centro comercial. A principios de noviembre, las tropas de Morelos bordearon la costa y llegaron a Zihuatanejo, donde consiguieron que muchos de los pobladores (principalmente campesinos de bajos recursos) se adhirieran a su movimiento, y ya en Petatlán, reclutó a muchas más personas para su ejército. Con aproximadamente 2000 hombres, Morelos decidió tomar Técpan, una pequeña población en la Costa Grande del actual Estado de Guerrero, donde hicieron huir a la guarnición del ejército realista. Ahí, se le unieron a Morelos, los Galeana, formados por Hermenegildo y Pablo, sobrino de Hermenegildo. Los Galeana contaban con un cañón conocido como «El Niño» que se usaba en las fiestas del pueblo. Los Galeana eran descendientes de un pirata inglés que había llegado a la costa guerrerense en el siglo XVIII.
Después de la toma de Técpan, Morelos marchó con su ahora más numeroso ejército a San Jerónimo, lugar en el que entró sin resistencia y después se trasladó a la población de Coyuca de Benítez, pero estas poblaciones ya se ubicaban en la región de Costa Grande. Después, el objetivo de Morelos era aproximarse lo más posible a Acapulco y dejarla rodeada por tierra. En enero de 1811, Morelos ordenó a una parte del ejército tomar el Cerro del Veladero, un monte que domina la entrada a Acapulco. Mientras que una parte del cerro quedó en posesión del ejército insurgente, el resto del cerro aún era retenido por los españoles, comandados por el capitán Francisco París, que había sido comisionado por Venegas para defender el puerto. Tras derrotar al ejército realista, Morelos establece el campamento de su ejército en la localidad de Paso Real de la Sabana, cercano al Fuerte de San Diego, un edificio construido para evitar los ataques de los piratas, y que estaba bien artillada y preparada para defender al puerto del ataque insurgente.
El teniente de artillería, José Gagó, ofreció a Morelos entregarle la plaza de Acapulco sin resistencia. La fecha en que se había pactado la entrega del Fuerte era el 8 de febrero de 1811. En ese día, los insurgentes estuvieron frente al Fuerte de San Diego, pero Gagó traicionó a Morelos, dejando a los insurgentes entre varios fuegos. Morelos ordenó de inmediato la retirada, que fue organizada por los Galeana. El campamento insurgente se salvó de ser tomado por los realistas gracias a la intervención del capitán Julián Ávila, mientras que el resto del ejército, al mando de Morelos, emprendía la retirada a Tecpan. París redactó un parte a Venegas donde explicaba la situación. El mensaje fue interceptado por los insurgentes, y en él se decía:

Estas gentes de la jurisdicción de Acapulco están tan entusiasmadas por Morelos, que al mismo tiempo que a él nada le falta, no se presenta en nuestro campo una mujer a vender tortillas. Dicen los naturales que el cura es muy determinado; que cuando se le antoja monta en su mula y con cuarenta hombres se va a registrar su avanzada; que espera allí a cuantos le quieran ir a acometer

El 17 de noviembre de 1810 Morelos había dictado en la localidad de El Aguacatillo, en el actual municipio de San Luis Acatlán, varios decretos a fin de organizar lo más pronto posible un gobierno. Entre las medidas dictadas por Morelos se encontraban:
- Cuidar los bienes de la Iglesia católica.
- Evitar el ataque con fuerzas inferiores al enemigo.
- Castigar cualquier intento de guerra de castas y los pecados públicos.
- Observar el escalafón militar por méritos.
- Obrar en armonía consultando en casos difíciles.
- Reiterar la medida dictada por Hidalgo en Guadalajara, de establecer nuevo gobierno en manos de los americanos, es decir, todos los nacidos en la Nueva España.
- Suprimir el tributo, la esclavitud, las cajas de comunidad, las deudas a peninsulares y el monopolio de la pólvora.

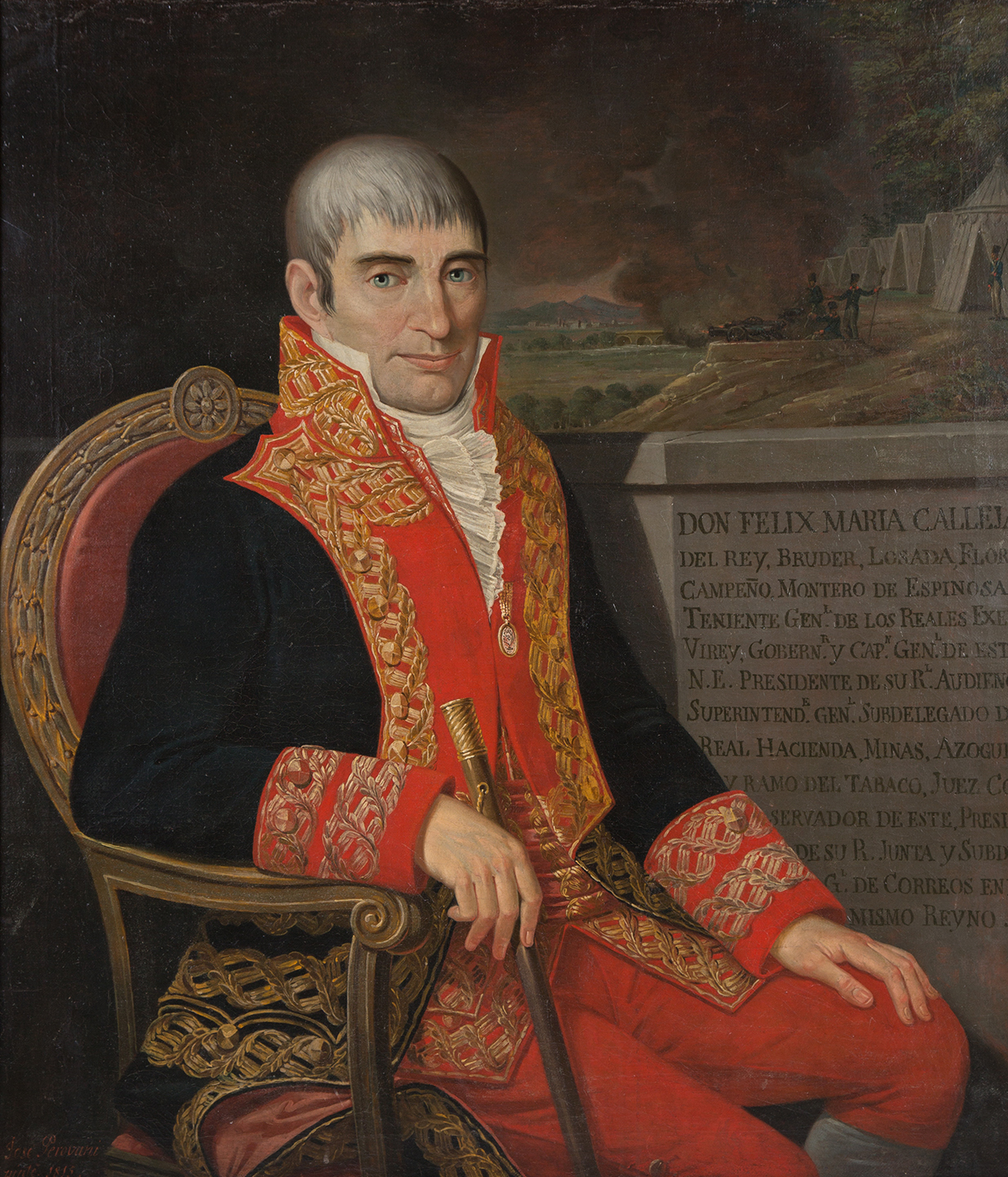
Félix María Calleja, militar realista, virrey y jefe político superior de la Nueva España entre marzo de 1813 y septiembre de 1816.

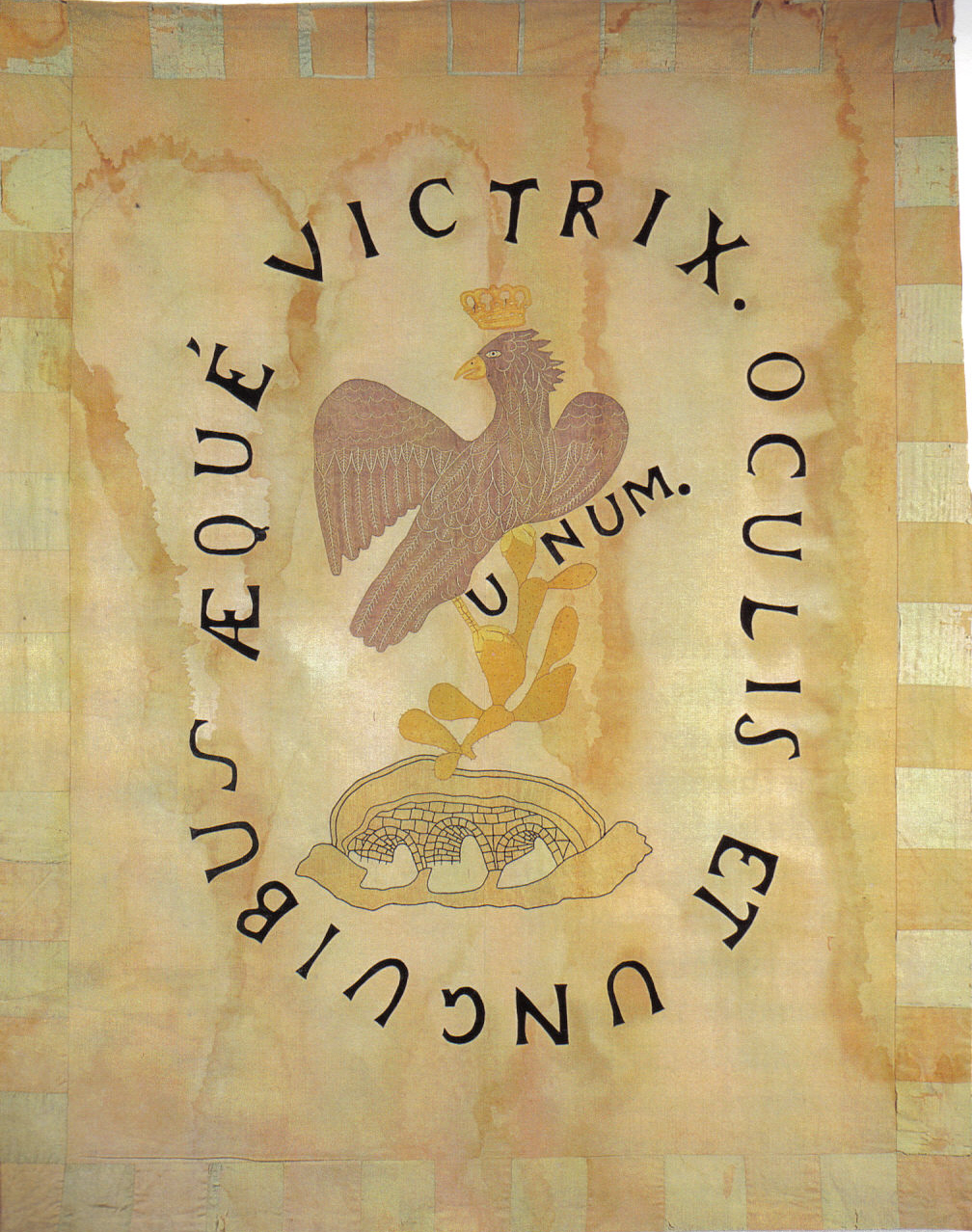
Bandera de Morelos, en 1812.

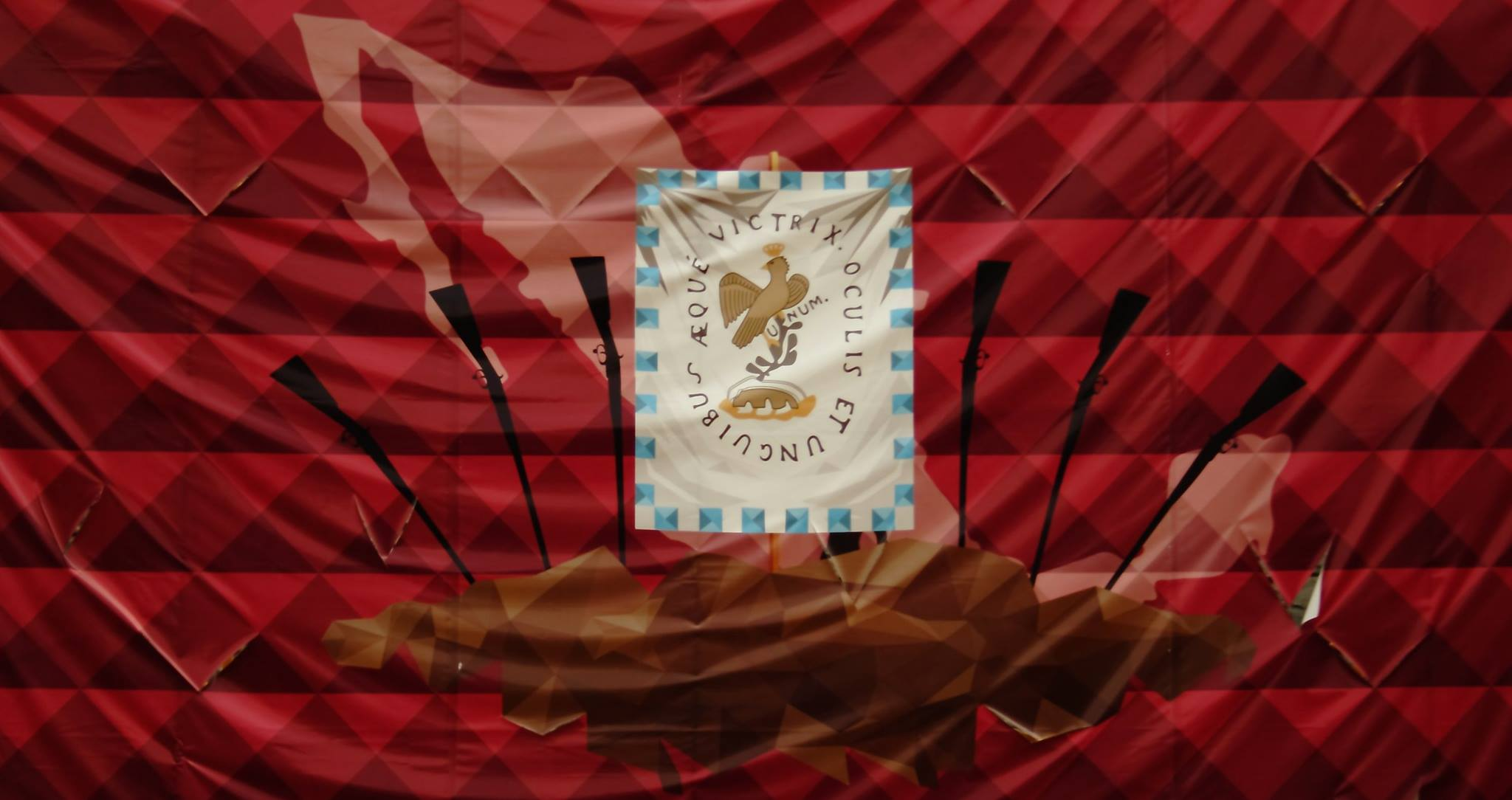
Pancarta con el estandarte de Morelos durante la celebración del día de muertos en Ciudad Universitaria (UNAM), México.

En Tecpan, Morelos se concentró con su ejército y decidió elevar el pueblo a la categoría de provincia, con el nombre de «Nuestra Señora de Guadalupe de Tecpan», y se mantuvo el cobro de los impuestos reales ya existentes, pero fue abolido el tributo aplicado a las tropas. Morelos decidió tomar algunos bienes de la Iglesia para financiar sus actividades militares. Mientras se encontraba en el sur, Morelos recibe el apoyo de la Familia Bravo, compuesta por Leonardo y sus hermanos Máximo, Víctor y Miguel, y el hijo de Leonardo, Nicolás Bravo. Eran originarios de la Hacienda de Chichihualco. A ellos se les unió Vicente Guerrero, arriero originario de Tixtla, el estudiante de Derecho oriundo de Durango, Miguel Fernández Félix, que más tarde adoptaría el nombre de «Guadalupe Victoria», quien sería el primer presidente de México. El 13 de julio de 1811, Morelos dictó el siguiente decreto en el pueblo de Tixtla:

A partir de hoy se entregarán las tierras a los pueblos para su cultivo, sin que puedan arrendarse, pues su goce ha de ser de los naturales en sus respectivos pueblos. Asimismo, faltándonos la moneda corriente de plata y oro para el socorro de las tropas, he resuelto se selle moneda de cobre para el uso del comercio. Las habrá de a peso, tostón, real y medio real, y podrán cambiarse por sus equivalentes de curso legal en cuanto termine la guerra
Dado en Tixtla, a 13 de julio de 1811, José María Morelos 

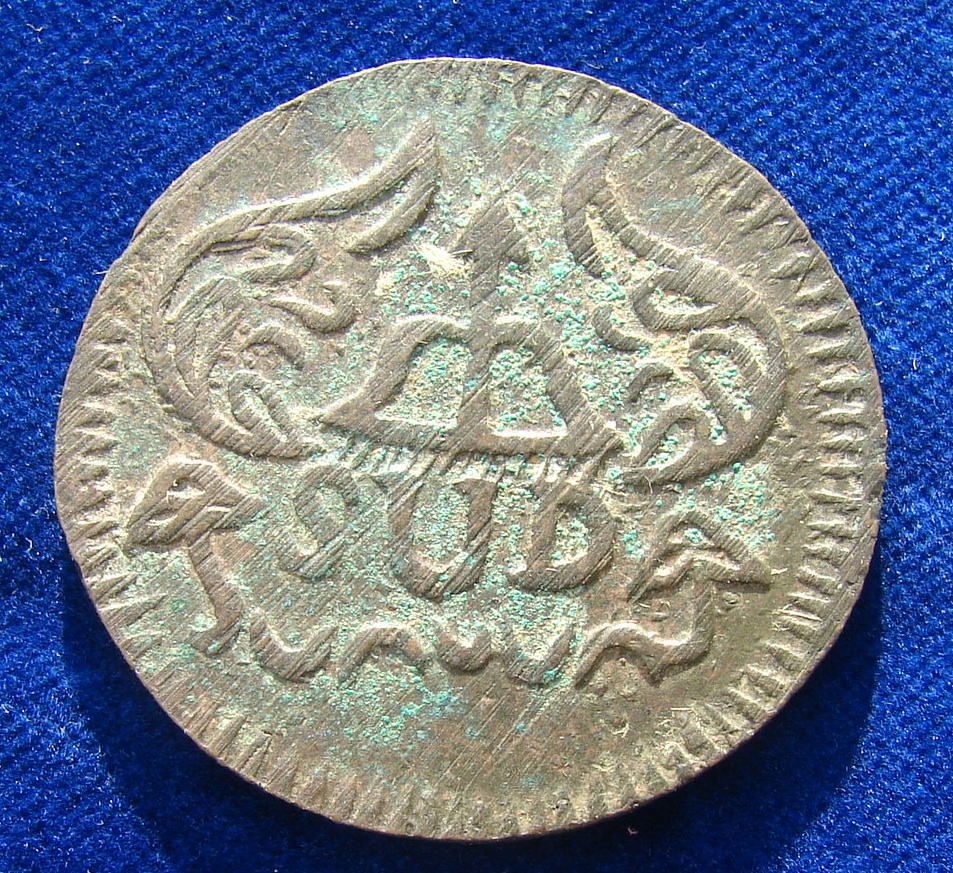
Moneda de cobre de 8 reales acuñada por Morelos

Mientras tanto, Hidalgo había llegado hasta las puertas de la Ciudad de México, tras triunfar en la Batalla del Monte de las Cruces el 30 de octubre de 1810. Sin embargo, por motivos hasta ahora desconocidos, Hidalgo decidió retroceder hacia el Bajío, donde el 7 de noviembre, Félix María Calleja lo derrotó en la Batalla de San Jerónimo Aculco.
Por diferencias con Allende, separaron al ejército insurgente. Hidalgo marchó a Valladolid, donde se cometieron matanzas de españoles entre noviembre y diciembre. Por su parte, Ignacio Allende, Ignacio Aldama y Mariano Abasolo se retiraron a Guanajuato, donde el 26 de noviembre Calleja recuperó la plaza, tomada por Hidalgo el 28 de septiembre, apenas dos meses antes. Después de la derrota, Allende, Aldama, Jiménez y Abasolo se retiraron a Guadalajara, donde Hidalgo había sido proclamado «Libertador de América», pues José Antonio Torres, apodado «El Amo», había tomado la ciudad el 8 de noviembre. El 17 de enero, Félix María Calleja del Rey derrotó a los insurgentes en la Batalla de Puente de Calderón. Después, los insurgentes emprendieron la marcha hacia los Estados Unidos de América, y en el camino Hidalgo fue despojado del mando militar en Aguascalientes. El 21 de marzo, fueron capturados en las Norias de Acatita de Baján, Coahuila, al haber sido traicionados por un excombatiente de Hidalgo, de nombre Ignacio Elizondo, el cual pocos años después moriría apuñalado en una población de Texas, cuando fue identificado por el teniente Miguel Serrano como el traidor de los insurgentes. Cuando dormía a orillas del río San Marcos en Texas, fue apuñalado, cuando este territorio pertenecía a la Nueva España. Tras juicios en Chihuahua, el 26 de junio fueron fusilados Allende, Aldama y Jiménez. Mariano Abasolo, por intercesión de su esposa ante las autoridades del virreinato, no fue asesinado, pero fue enviado a cadena perpetua a la cárcel de Cádiz, España, en donde moriría en reclusión, aparentemente de tuberculosis pulmonar. El 30 de julio, fue fusilado el cura Miguel Hidalgo, y las cabezas de Allende, Aldama, Jiménez y del padre Hidalgo fueron colocadas dentro de una jaula de hierro, en las cuatro esquinas de la Alhóndiga de Granaditas en Guanajuato, donde permanecerían por 10 años.

#### Etapa de Organización

##### Segunda Campaña

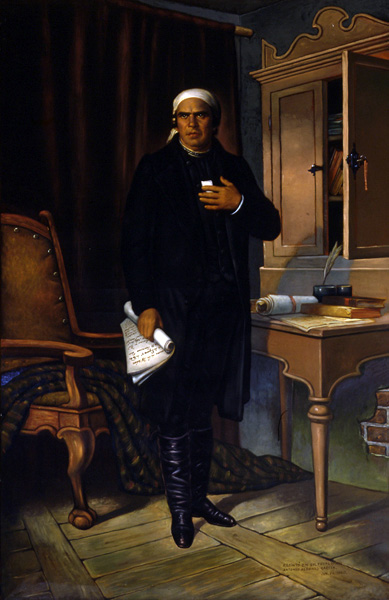
Morelos en una pintura de 1865.

Morelos recibió, al término de su primera campaña, una invitación de Ignacio López Rayón, para organizar un consejo de dirección insurgente, ya que tras la muerte de los primeros líderes, el ejército quedó disperso y sin una cabeza general visible. La propuesta de Rayón consistía en elegir a los miembros de la Suprema Junta Nacional Gubernativa, que habría de gobernar al país en ausencia de Fernando VII. Morelos aceptó la invitación, pero como sus actividades militares le impedían estar presente, nombró como su delegado a Sixto Verduzco, un antiguo compañero suyo de estudios. Puesto que Rayón quedó en manos de la insurgencia tras la muerte de Hidalgo, de quien había sido secretario y ministro en Guadalajara, quedó al frente de las tropas insurgentes en Saltillo. De ahí llegó a Zitácuaro, donde el 21 de agosto, fue elegida la Suprema Junta Nacional Gubernativa, compuesta por los siguientes miembros:
- Ignacio López Rayón, como presidente,
- José María Liceaga y José Sixto Verduzco, vocales.[42]

Los primeros actos de la Junta consistieron en designar a Zitácuaro, actual municipio de Michoacán, como capital de la insurgencia, aunque poco después, ante el ataque realista, la Junta se trasladó a Sultepec. Morelos escribió a Rayón que «Estoy resuelto a perder la vida por sostener la autoridad y existencia de la Suprema Junta». Asimismo, Rayón ordenó la publicación de dos periódicos insurgentes, El Ilustrador Nacional y El Ilustrador Americano, ambos dirigidos por José María Cos. En abril de 1812, la Junta redactó los Elementos de Nuestra Constitución, donde se estableció que el pueblo es el único soberano y se consagraron los poderes de la Junta, y la libertad de expresión, libertad de prensa, y el derecho al trabajo. Morelos escribió a la Junta, «Que se le quite la máscara a la independencia, eliminemos la mención del Rey».
Después, Morelos entró en Chilapa, que por entonces era la población más próspera de la región. Entre agosto y noviembre, Morelos estableció su centro de operaciones en Chilapa. Morelos reforzó su relación con los indígenas, pues por decreto del 4 de septiembre, se establece lo siguiente:

A todo el mundo le es lícita la apelación, no hay motivo para denegársela a los naturales de este reino. Los indios no deben pagar diezmos ni primicias de los frutos propios de este reino

Sin embargo, hubo un intento de sedición, para impulsar el asesinato masivo de negros hacia blancos. Ordenó a sus tropas ir a la costa, calmó a los sublevados con la frase «sería el yerro mayor que podrían cometer los hombres», los cabecillas fueron llevados a Chilapa, donde se les ejecutó.
Su relación con la Junta Nacional de Zitácuaro fue respetuosa, ya que Morelos siempre colaboró con los lineamientos establecidos por la Junta, a pesar de las diferencias habidas entre los miembros del organismo regulador insurgente. Verduzco escribió a Morelos «todos rinden a Vuestra Excelencia las debidas gracias por el honor con que los trata».
La jerarquía eclesiástica, en la persona del obispo español de Puebla, lanzó una manifiesto contra la insurgencia y escribió a Morelos invitándole a desistir de la lucha. La carta de respuesta escrita por Morelos se conserva en el Castillo de Chapultepec, y es la siguiente:

En lugar de atacar la insurgencia, la podría defender y encontraría, sin duda, mayores motivos que el angloamericano y el pueblo de Israel. La nación no larga las armas, hasta concluir la obra, puesto que nosotros somos más religiosos que los europeos.

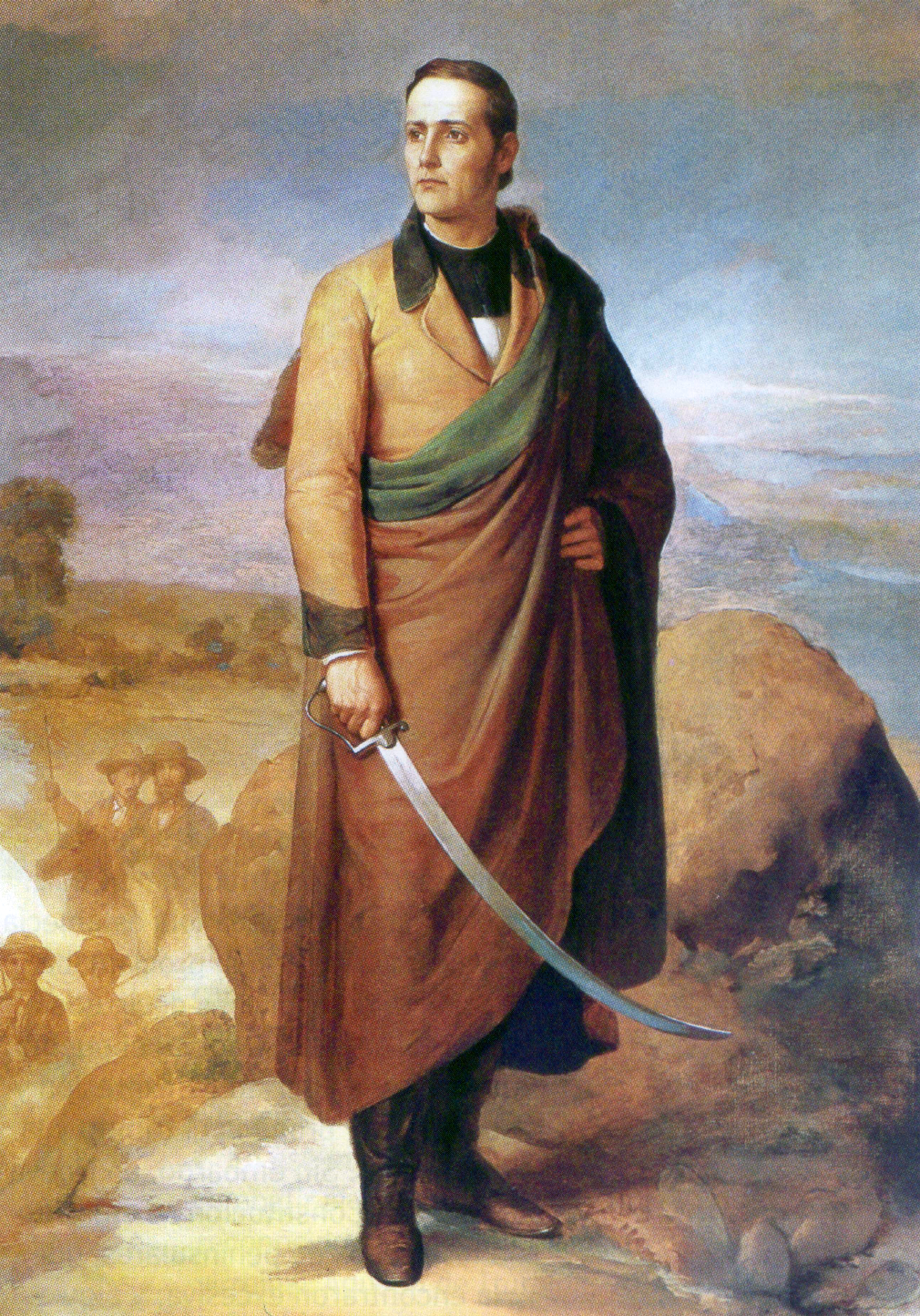
Mariano Matamoros.

Morelos tomó Tlapa, localidad de La Montaña, Izúcar, Cuautla y Chiautla, por el tiempo en que Hermenegildo Galeana entró en Taxco, donde logró apoderarse de varias vetas de plata, que fueron enviadas a la Junta Nacional, ya que Calleja tomó Zitácuaro, y la Junta se quedó sin fuerzas para resistir el embate realista. En Izúcar, Morelos estuvo a punto de ser capturado por las fuerzas realistas, y escribió a Galeana: «Resistí yo solo con treinta hombres que escogí para irme a pasear a Izúcar, de los que dejé veinte en la plaza y con diez fusileros y unos cuantos vaqueros salí a cortarles la retirada».
En Izúcar, Morelos recibió el 12 de diciembre a Mariano Matamoros, un sacerdote de Tlaxcala, que veía con buenos ojos el movimiento insurgente y que quería unirse a su ejército. Morelos le respondió afirmativamente y de «buena gana», diciéndole que le recordaba a él mismo en su visita con Hidalgo, por lo que aceptó a Matamoros en su ejército, dándole el cargo de coronel. Con el tiempo Matamoros sería nombrado mariscal de campo y Morelos le llegó a considerar «su mano derecha», hasta que Matamoros fue capturado y fusilado. También recibió a un antiguo sirviente de la Junta Nacional, José Manuel de Herrera, quien fue nombrado embajador en los Estados Unidos de América, en 1813.
El 2 de enero de 1812, Félix María Calleja del Rey, triunfó en la Batalla de Zitácuaro, población en la que se encontraba asentada la Junta Nacional, y varios de sus documentos se perdieron en la batalla, pues la Junta, puesta en fuga por las tropas realistas, no tuvo tiempo de rescatar los archivos. Desde Toluca, nueva sede de la Junta, Rayón escribe a Morelos pidiéndole ayuda para salvar al organismo. A pesar de hallarse convaleciente por haber sufrido tuberculosis, Morelos salió a proteger a la Junta, que ahora estaba instalada en Tenancingo, donde Morelos derrotó a las tropas españolas, comandadas por Rosendo Porter. De ahí, decidió marchar a Cuernavaca, para reorganizar su ejército, y estableció su centro de operaciones en el pueblo de Cuautla, donde planeó la toma de la Ciudad de México o Puebla.

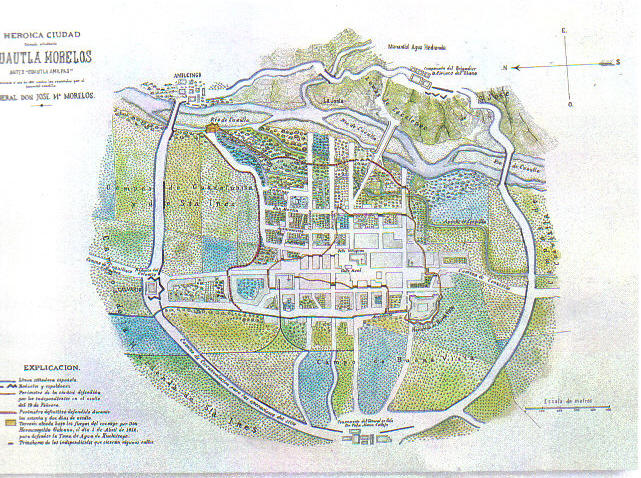
Mapa de Cuautla Amilpas (hoy Cuautla, Morelos), realizado en 1812.

Tras derrotar a la brigada realista comandada por Rosendo Porter, Morelos pensó seriamente en tomar la Ciudad de México. El virrey Venegas, preocupado ante la posibilidad de un ataque insurgente a la capital, comisionó a Calleja para hacer frente a Morelos, que estaba acuartelado en Cuautla. Calleja acababa de derrotar a Rayón en Zitácuaro, por lo que a pesar de sus diferencias con el virrey, lograron llegar a un acuerdo, en el que se expresaba que el 5 de febrero, Calleja debería ser recibido con honores en la Ciudad de México. Durante las fiestas hechas en honor a Calleja, en el desfile por la ciudad, el caballo que montaba Calleja se asustó por un cohete lanzado por un chiquillo y lo aventó y el mariscal cayó frente a toda la multitud. El 9 de febrero, Calleja se lanzó al ataque de Cuautla, y en el primer enfrentamiento, con varias bajas, los insurgentes lograron repeler al ejército español. Unos cuantos días después, Morelos salió a inspeccionar los campos de Cuautla, donde por casualidad se encontraba una milicia de soldados realistas que estuvieron a punto de capturar a Morelos. Más tarde, lanzó la siguiente proclama a sus tropas:

Nosotros hemos jurado sacrificar nuestras vidas y haciendas en defensa de nuestra religión santa y de nuestra patria. Ya no hay España, porque el francés se ha apoderado de ella. Ya no hay Fernando VII porque o él se quiso ir a su casa de Borbón en Francia y entonces no estamos obligados a reconocerlo por rey, o lo llevaron a la fuerza, y entonces ya no existe. Y aunque estuviera, a un reino conquistado le es lícito reconquistarse y a un reino obediente le es lícito no reconocer a su rey, cuando es gravoso en sus leyes que resultan insoportables, como las que de día en día nos iban recargando en este reino los malditos gachupines. Os diré por último que nuestras armas están pujantes y la América se ha de poner libre, queráis o no queráis vosotros.

##### El sitio de Cuautla
Calleja sitió la ciudad, cortó el agua, cesó la provisión de alimento a la ciudad, mandó contaminar varios pozos con animales muertos, todos estos actos para apresurar la caída de Cuautla. En una ocasión, Calleja envió a Morelos un ofrecimiento de indulto, aplicable a él y a todos los soldados insurgentes que hubiesen participado en el Sitio de Cuautla. Morelos respondió que le ofrecía lo mismo a Calleja y a sus militares. Se dice que el virrey Venegas, harto de la situación, envió a uno de sus hombres de confianza descrito como «gordo y barrigón», a matar a Morelos, quien fue previsto por Rayón y el sujeto fue identificado y ejecutado. Por esos días, Morelos ordenó a Matamoros salir de la ciudad a buscar provisiones, y a auxiliar a la Junta Nacional, instalada en Toluca, y Matamoros logró romper exitosamente el cerco, durante la madrugada del 21 de abril. Varios incidentes, como enfermedades, dolores intensos de pierna, migrañas y caída de caballos, por momentos le hicieron pensar rendir la plaza.
En una acción militar hecha en abril, los realistas estuvieron a punto de tomar una parte de Cuautla, puesto que habían hecho retroceder a gran parte de los defensores de la plaza, pero un niño, de apenas 12 años, tomó un cañón y lo hizo disparar, destruyendo en el acto a la avanzada realista que venía a reforzar a los atacantes, quienes huyeron dispersos ante la caída de sus refuerzos. Ese niño se llamaba Narciso Mendoza y es conocido como «El Niño Artillero», el cual sería bisabuelo de otro héroe de la Revolución Mexicana que estallaría 100 años después: Emiliano Zapata. Morelos le entregó un premio de dos reales por su acción.
Calleja escribió en la madrugada del 2 de mayo, la siguiente misiva de renuncia al sitio de Cuautla, dirigida al virrey Francisco Xavier Venegas:

Si la constancia y actividad de los defensores de Cuautla fuese con moralidad y dirigida a una justa causa, merecería algún día un lugar distinguido en la Historia. Estrechados por nuestras tropas y afligidos por la necesidad, manifiestan alegría en todos los sucesos. Entierran sus cadáveres con repiques en celebridad de su muerte gloriosa, y festejan con algazara, bailes y borracheras, el regreso de su frecuentes salidas, cualquiera que haya sido el éxito, imponiendo pena de la vida al que hable de desgracias o rendición. Ese clérigo es un segundo Mahoma, que promete la resurrección temporal y después el paraíso con el goce de todas las pasiones a sus felices musulmanes

Esa misma noche, los insurgentes habían decidido que la situación era ya insostenible y tomaron la decisión de romper el cerco puesto por los realistas desde febrero. A las 2:30 de la mañana del 2 de mayo de 1812, y tras 63 días ininterrumpidos de sitio, Morelos y el ejército insurgente abandonaron Cuautla. Los realistas fueron alertados por un espía de la salida insurgente, pero la noticia llegó tarde, no pudieron evitar el rompimiento del sitio. Tras unos breves intentos de resistencia, los insurgentes pudieron dejar Cuautla. Al día siguiente, Calleja ordenó el saqueo y asesinato de los habitantes de Cuautla, y unos días más tarde regresó a la Ciudad de México, donde el virrey Venegas le recibió en audiencia privada, haciéndole en el acto el ofrecimiento de la comandancia general de la Ciudad de México, y Calleja, tras muchas meditaciones, aceptó.

##### Tercera Campaña

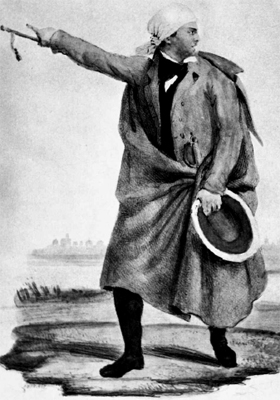
Grabado de Morelos por Claudio Linati, 1827.

Después de la acción militar de Cuautla, Morelos se trasladó a la sierra central de México, donde se encuentra el Eje Volcánico Transversal, y tomó Izúcar (Hoy de Morelos), Ocuituco, Hueyapa, Cítela y Chiautla, donde Morelos reorganizó sus tropas, pues estaba decidido a marchar hacia el sur del virreinato. En Chiautla, Morelos recibió la noticia de que Leonardo Bravo, había sido capturado a traición mientras dormitaba en la hacienda del comerciante español Gabriel de Yermo, en la madrugada del 10 de mayo de 1812. Fue presentado ante Calleja, quien se dirigía a México, y que tomó la decisión de que se le enjuiciaría en la capital. Tras varios intentos de persuasión por parte de Morelos hacia las autoridades españolas, Leonardo Bravo fue ejecutado a garrote vil, la mañana del 13 de septiembre, a pesar de que los insurgentes ofrecieron 800 soldados españoles a cambio de la vida de Bravo. Entonces, Morelos autorizó a su hijo, Nicolás Bravo, la ejecución de los prisioneros realistas. A la mañana siguiente, Bravo reunió a los españoles y acto seguido, les perdonó la vida, en la población de Medellín, ubicada en el actual Estado de Veracruz, por lo cual años después dicha población sería conocida como Medellín de Bravo. Por este hecho, se le conoce como el «Caudillo magnánimo». Los españoles al perdonarles la vida, se unieron al ejército insurgente, unos por convicción dado que sus superiores les habían negado la negociación de su libertad y la mayoría por agradecimiento al general Nicolás Bravo.
Tras tener noticias, vía de la Suprema Junta Nacional Americana, que recientemente le había nombrado 4.º vocal, debido a su triunfo en Cuautla, y que le informó que en Oaxaca, las fuerzas realistas acababan de sitiar a Valerio Trujano, exactamente en la población central de Huajuapan. Morelos acudió a la ciudad cuanto antes pudo, y sus fuerzas lograron detener por unas horas a los refuerzos realistas enviados desde Puebla. Trujano logró echar a las fuerzas españolas de Huajuapan, pero murió en el acto, a causa de varios disparos hechos por un soldado realista llamado José Martín Pérez, quien fue premiado por los soldados españoles con 20 reales en oro.
Morelos enfermó gravemente de cólicos, en septiembre de 1811, y casi le produce la muerte. De nueva cuenta, en el mes de enero de 1812, poco antes del inicio del sitio de Cuautla, el jefe insurgente cayó en cama por una grave enfermedad de tuberculosis. Pero en ese tiempo logró planear junto con Matamoros y Galeana la campaña del centro, y la defensa de Cuautla, al tiempo que coordinaba sus apoyos con la Junta Nacional, acosada en Toluca por el brigadier aragonés José de la Cruz, a quien Venegas le ordenó detener los refuerzos enviados a Cuautla por parte de la Junta, para lo que se auxilió de refuerzos traídos desde Zaragoza.
Recibió una misiva de Ignacio López Rayón, explicándole que la Junta se había dividido para tratar de lograr una mejor comunicación con los insurgentes del resto del país, por lo que Sixto Verduzco se trasladó hacia el poniente (Nueva Galicia, actuales estados de Michoacán y Jalisco)), José María Liceaga al norte (San Luis Potosí) y Rayón se estableció en el centro-oriente, al tiempo que nombraron a Morelos capitán general y vocal de la junta encargado de los territorios del sur (actuales estados de Guerrero, Oaxaca, Morelos, Puebla), cargos también recibidos con anterioridad por ellos. Morelos se encargó de mandar refuerzos a Rayón, quien se instaló su pueblo natal, Tlalpujahua, aunque esa relación se vio empañada por un enviado de Rayón a Morelos.
Morelos revisó los Elementos Constitucionales, redactados por la Junta, y sugirió el nombramiento de un quinto vocal y la supresión de la mención al rey Fernando VII. Decía Morelos en sus argumentos que el crecimiento a grandes pasos de la insurgencia, que el quinto vocal era necesario, si se tenía como fin mejorar la administración de justicia entre los territorios dominados por las tropas insurgentes. Como parte de esas ideas, Morelos dictó leyes en cada provincia que iba conquistando, y una de sus leyes fue la reducción del impuesto al comercio y las alcabalas, del seis al cuatro por ciento. También, ante el fracaso de importar pólvora inglesa, estableció talleres en los que se forjaban armas, se fabricaba pólvora, y se fundía plomo y cobre.

##### Cuarta Campaña

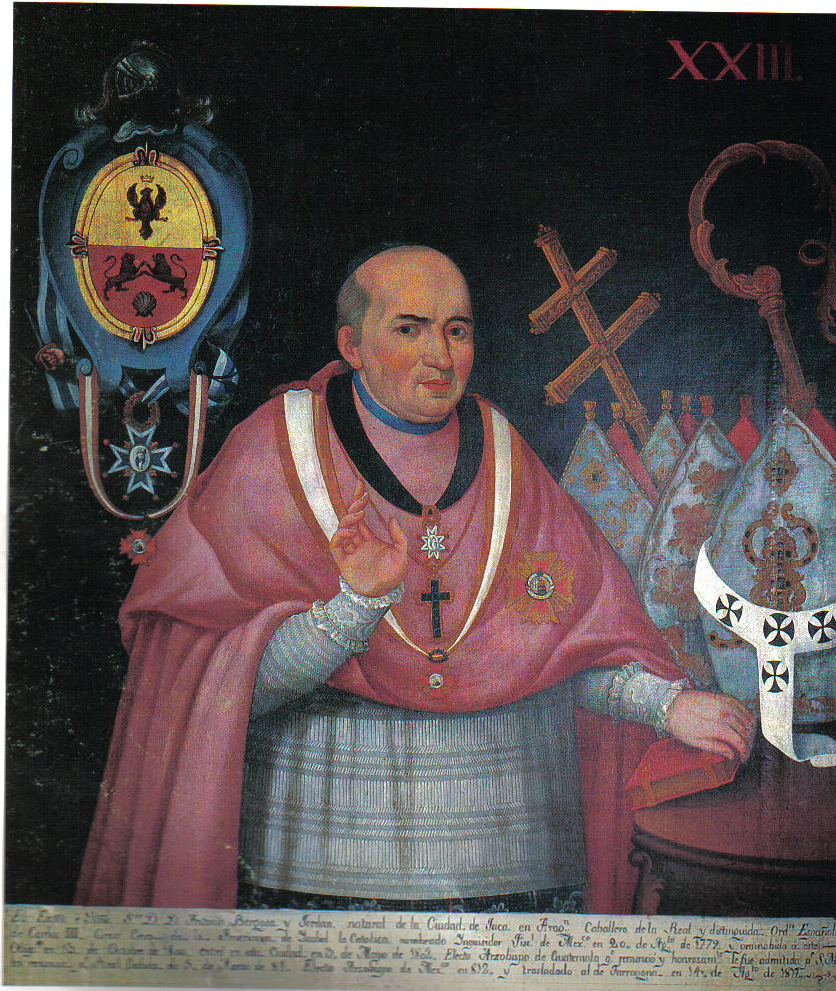
Retrato de Antonio Bergosa y Jordán, obispo de Oaxaca en 1812 y quien años más tarde degradaría a Morelos de su condición sacerdotal.

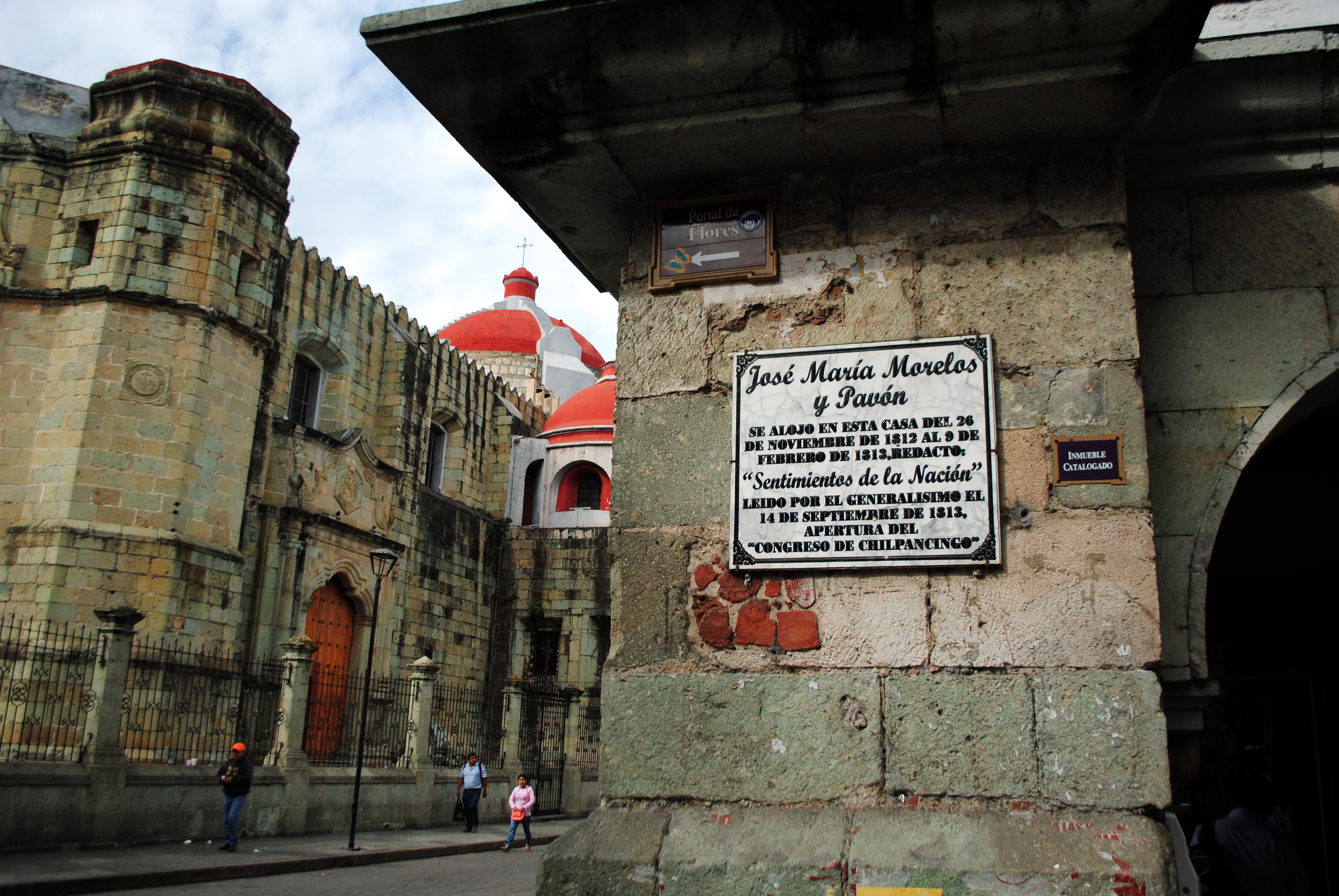
Placa en el Portal de las Flores de Oaxaca, indicando que Morelos escribió los Sentimientos de la Nación ahí.

Tras meditarlo con sus soldados, Morelos decidió marchar a Oaxaca en noviembre de 1812 tras haber tomado las Plazas de Tehuacán y Orizaba en donde en esta última ciudad, quemó tabaco almacenado para su venta, originando una fuerte pérdida al Gobierno Español. En la madrugada del 25 de noviembre, el ejército insurgente llegó a las puertas de la capital de la intendencia de Nueva Antequera, donde escribió una carta al brigadier Roque Abarca, comandante general de la plaza y al obispo Antonio Bergosa y Jordán, pidiéndoles la rendición de la plaza, y enviando una carta a la comandancia, portada por varios emisarios. La tropa fue repelida a cañonazos y los emisarios fueron pasados por las armas. En Oaxaca se narra una de las leyendas de Guadalupe Victoria, quien se dice comandaba una legión, que se acercó a un río a cuyo extremo se encontraba una división de soldados realistas. Como cuenta la leyenda, Victoria lanzó una espada al río diciendo «Va mi espada en prenda, voy por ella» y acto seguido se lanzó al ataque de los realistas, siendo a su vez imitado por el resto de la tropa comandada por él. Tras tres horas de combate, Morelos logró tomar la ciudad, y en una carta dirigida a Rayón se expresa lo siguiente:

La ciudad de Oaxaca, que acabamos de tomar, además de ser sede obispal y de intendencia, está llena de hombres útiles, minas, puestos y granas, que convertiremos en fusiles. El ilustrísimo señor Bergoza me ha escrito llamándonos obedientes forzados, hipócritas y disimuladores, como contestación a mi carta de rendición

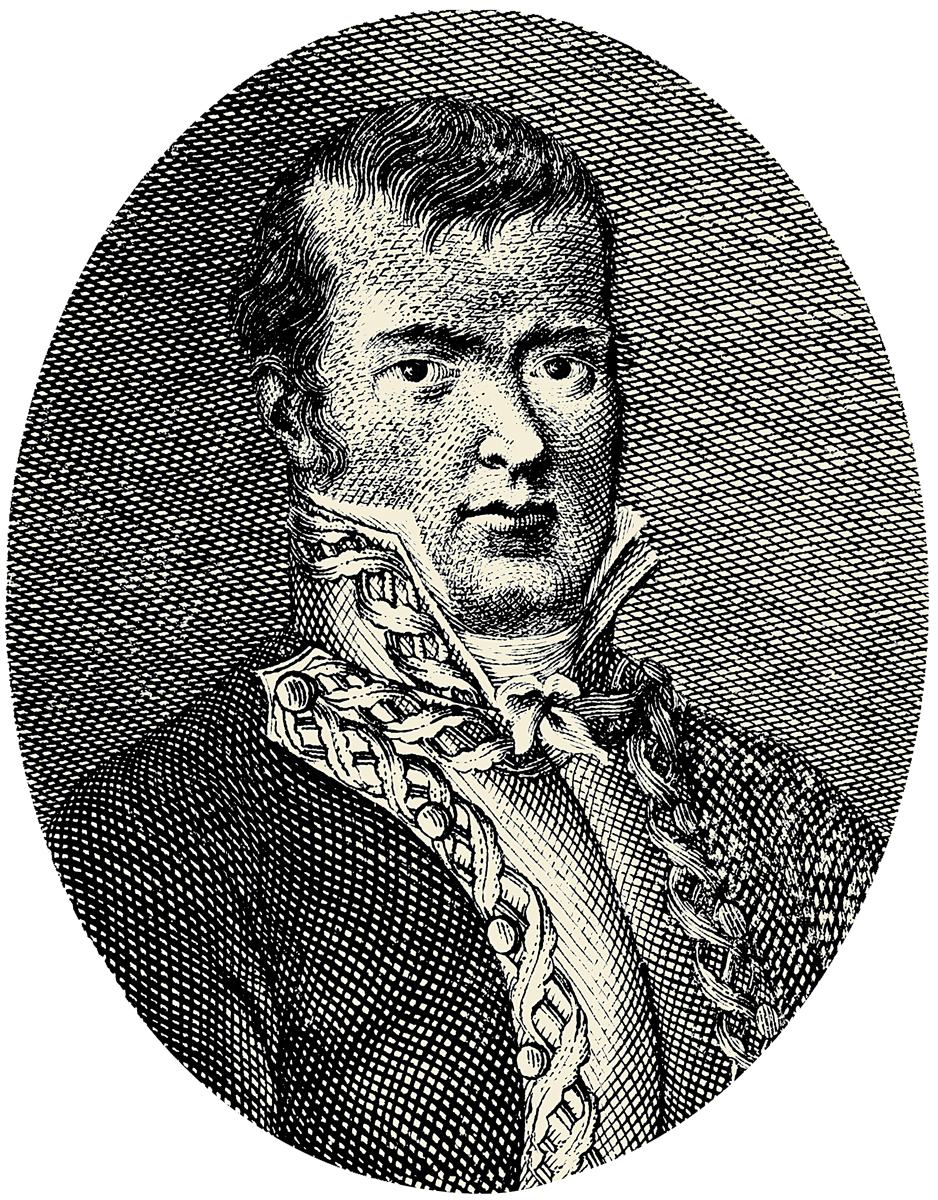
José María Morelos, grabado de 1825.

Mientras tanto, Morelos distribuyó entre su tropa un premio originalmente establecido por los miembros del cabildo catedralicio para los defensores realistas de la plaza. A pesar de haberse cometidos saqueos y ejecuciones de jefes realistas, pocos días después Morelos dictó una ley en la que se disponía el castigo de soldados que cometieran atropellos contra la población civil, «ya que nuestro ánimo no es atropellar, sino conservar a cada uno ileso en su derecho». La noche del 3 de diciembre Morelos ordenó la exhumación de los restos de los precursores de la insurgencia Miguel López de Lima, José María Armenta, Felipe Tinoco y José María Palacios, que se conservaban en el convento del Carmen Alto luego de ser ajusticiados por el virreinato. Al siguiente día ordenó su entierro con grandes honores en la catedral de la ciudad.
La mañana del 13 de diciembre se realizó en Oaxaca la jura solemne de la Junta Nacional Gubernativa. Aproximadamente a las ocho de la mañana, los miembros del ayuntamiento oaxaqueño marcharon a la casa del alférez real, donde tomaron el pendón usado en las ceremonias oficiales del gobierno realista. Acto seguido procedieron a enarbolarlo en un tablado construido expresamente para tal fin en la plaza principal, frente a un retrato del rey Fernando VII, Matamoros y Galeana acompañaban al alférez que proclamó a la Junta como depositaria de los derechos del rey sobre el Virreinato de la Nueva España, «a lo cual correspondió el pueblo con un griterío lleno de júbilo en que no se oyó más que un continuo viva», como lo describe Matamoros. Desde el balcón central de la Intendencia, Morelos presidía la ceremonia, acompañado de un secretario representante de la Junta enviado por Rayón, quienes arrojaban monedas de plata a la multitud. Como comentó al secretario de Rayón, Morelos se lamentó de que «la gente estima más una moneda de cobre con el sello de Fernando que una de oro con el sello de América».
En Oaxaca, Morelos estableció un tribunal de protección y confianza pública, dedicado a investigar sospechas de faltas a la causa insurgente, y que prohibía las juntas secretas. Poco tiempo después, Morelos lanzó una proclama dirigida a sus soldados, con respecto a su posición acerca de la recién promulgada Constitución de Cádiz, en el que no se mencionaba al monarca, ya que pocos días después de la toma de Oaxaca, el virrey Venegas fue obligado a jurar la Constitución en la capital, y también se llevaron a cabo elecciones de diputados provinciales y a las Cortes Generales españolas, donde los criollos triunfaron, ya que la constitución establecía una libertad no absoluta para las colonias, pero ya tenían garantías individuales y un sistema representativo combinado con la monarquía, pero a los pocos meses el gobierno virreinal derogó la Carta Magna de Cádiz, ante el temor de que el movimiento insurgente se viera favorecido. Ante esto, Morelos lanzó esta proclama:

El designio de la Insurgencia es defender la libertad que nos concedió el autor de la naturaleza. Las Cortes de Cádiz, al tiempo que declararon su independencia, hubieran declarado la nuestra y nos hubieran dejado en libertad para establecer nuestro gobierno, como ellos el suyo. Instauremos también la libertad y suprimamos las castas, pues sólo la virtud ha de distinguir al hombre, así como la condenación del vicio y de la ociosidad.

Rayón organizó en la Ciudad de México a un grupo de abogados y demás profesionistas conocidos como «Los Guadalupes», quienes tomaron parte en las elecciones de diputados y prestaban información, provisiones, armas, imprentas y hasta soldados para la causa insurgente. Uno de ellos, Carlos María de Bustamante, dirigió el periódico Correo Americano del Sur, mientras que Rayón y su hermano Ramón se habían acuartelado en Tlalpujahua, donde lo apoyaba Andrés Quintana Roo, quien sirvió de mediador entre Morelos y Rayón, cuya relación tuvo dificultades debido al secretario de la Suprema Junta, Basilio Zambrano.

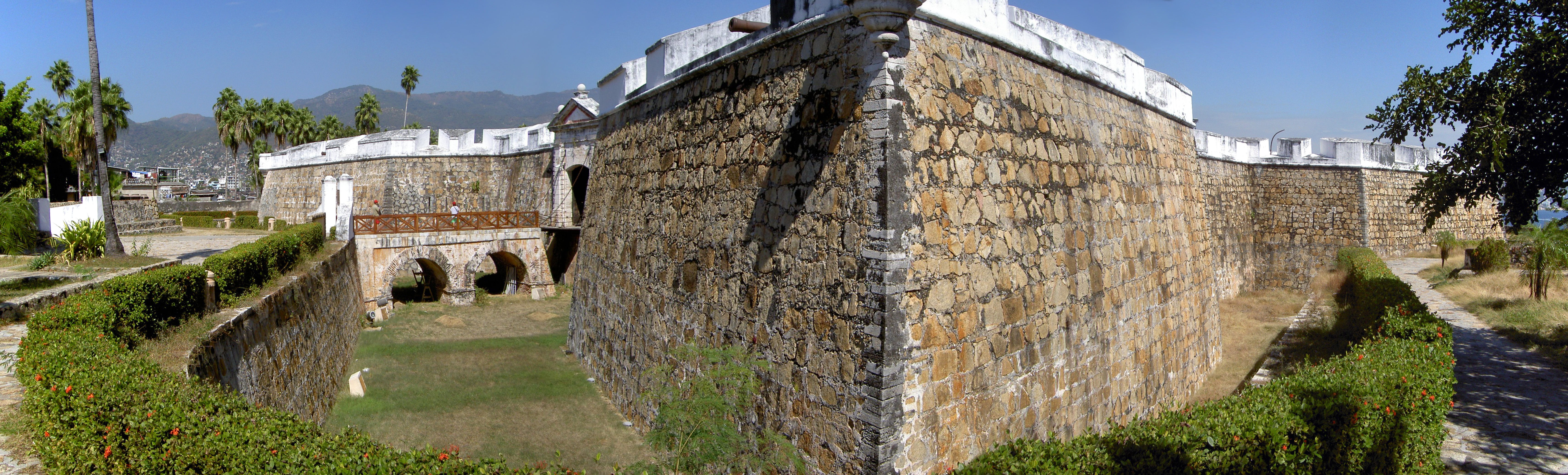
Fuerte de San Diego en Acapulco.

En Oaxaca, Morelos se retrató ataviado con un traje de capitán general, regalo de Matamoros, y que fue bordado por una india que intentó envenenar a Morelos. También, en el retrato, usó una cruz pectoral que había sido del obispo de Puebla, Campillo. En ese mismo tiempo Morelos tuvo relación con la sureña Francisca Ortiz, de quien nació un hijo. Poco tiempo después, Morelos decidió abandonar Oaxaca, tras mes y medio de su captura, y proseguir la marcha hacia Acapulco, ciudad que al intentar tomar hacía dos años fracasó. Ahora, muchos de sus soldados desertaron en el camino. En abril de 1813, puso sitio al Castillo de San Diego, que, tras una larga resistencia de más de cuatro meses, capituló en agosto de 1813.
Tras la caída de Acapulco, Morelos recibió una notificación de Berdusco en la que le informaba de que estaba llevando a cabo una recolección de fondos para tomar Valladolid. Rayón, presidente de la Junta, le advirtió que no lo hiciera hasta no contar con el beneplácito de toda la insurgencia. Berdusco no hizo caso a Rayón y atacó Valladolid, pero las fuerzas realistas lograron repeler su ataque, y los insurgentes perdieron armas y artillería. Rayón destituyó a Berdusco e inició una investigación, en la que se decidió juzgar al sacerdote Pablo Delgado, jefe de la intendencia insurgente en Michoacán. En este suceso hubo un conflicto, ya que Delgado era sacerdote, y Rayón, quien era laico, le iba a juzgar. Berdusco y Liceaga se aliaron contra Rayón, y Morelos permaneció en silencio durante el tiempo del conflicto, y este silencio le achacó a Morelos desavenencias con Rayón que ocasionaron la caída de Tlalpujahua en manos de los realistas. Este incidente provocó que Morelos y Rayón perdieran la confianza, pues Morelos pensaba que Rayón quería acaparar todo el poder para sí mismo. Por ello, varios líderes insurgentes consideraron que el liderazgo le correspondía a Morelos, quien reformó la Junta Nacional en mayo de 1813.

##### El Congreso de Anáhuac

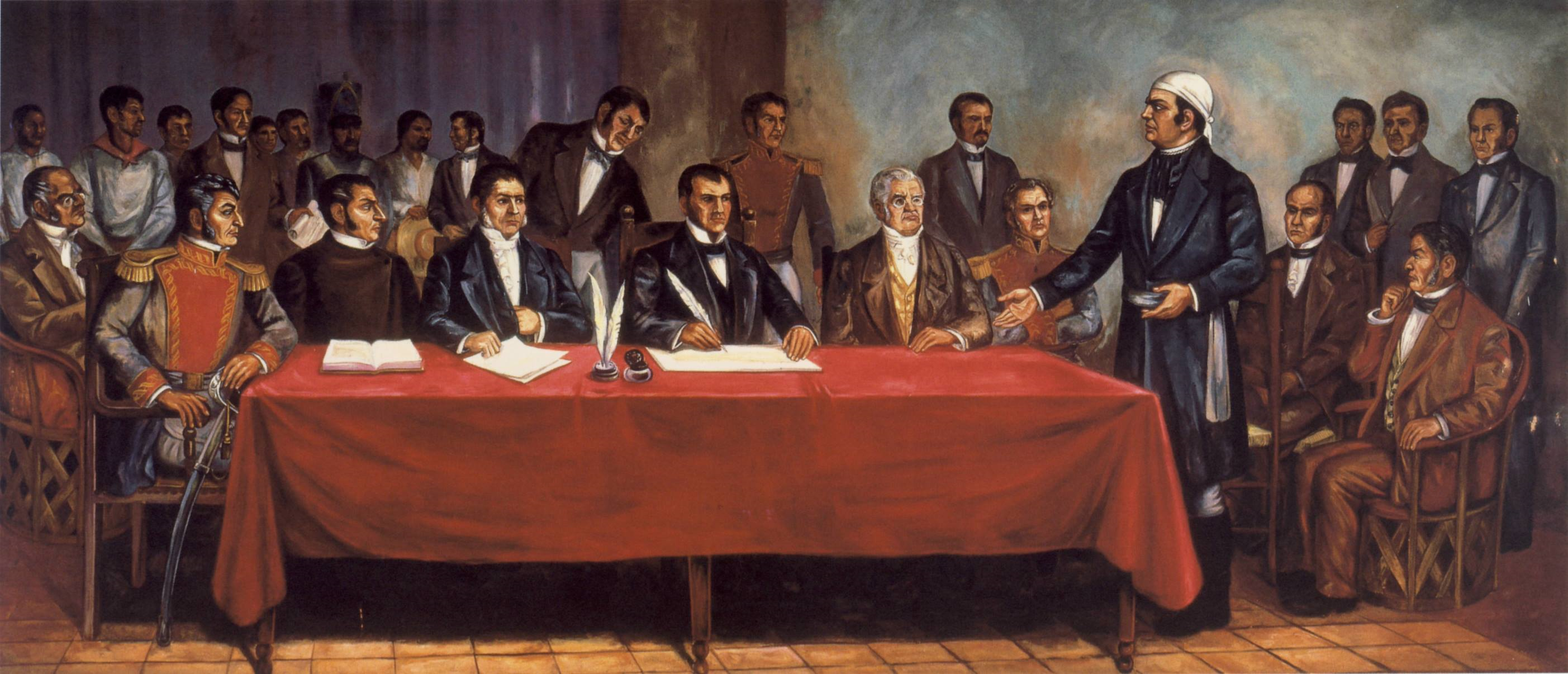
Pintura de una sesión plenaria del Congreso de Anáhuac.

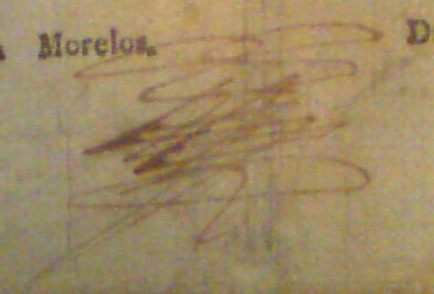
La firma de Morelos.

Cuando Morelos decidió reformar la Junta Nacional, Carlos María de Bustamante, propuso en Oaxaca crear un Congreso que reemplazara a la Junta. Esta idea de un órgano insurgente que constituyera la soberanía y representación de las provincias novohispanas, como ya lo habían propuesto Hidalgo y Costilla. Morelos suprimió de inmediato la Junta Nacional, y con el apoyo de las corporaciones oaxaqueñas, llamó a la formación del nuevo organismo. Rayón calificó al proyecto de «fruto de la preponderancia de las bayonetas», Liceaga tardó en aceptar y Berdusco, a pesar de estar perseguido por Rayón, fue el único miembro de la ya para entonces desaparecida Junta Nacional, que accedió de inmediato.
Morelos expidió una convocatoria para la designación de los diputados que habrían de concurrir al Congreso, cuya sede se había fijado en la ciudad de Chilpancingo. Quintana Roo redactó un reglamento como base para la elección y funcionamiento del Congreso una vez reunido. Por razones de la guerra, sólo Oaxaca y Técpan eligieron diputados. Los miembros de la desaparecida Junta fueron considerados como diputados propietarios, con excepción de Morelos, quien se autoexcluyó, pero se reservó la facultad de designar a los diputados suplentes. Por esos días, Morelos lanzó una proclama en la que afirmaba que la división de poderes era el mecanismo de gobierno más propio para la nación.
El 13 de septiembre se inauguró en Chilpancingo el Congreso. En la apertura oficial, los diputados electos eran José Sixto Verduzco por Michoacán, José María Murguía por Oaxaca, Andrés Quintana Roo por Puebla y José Manuel de Herrera por Técpan, mientras que los cuatro diputados restantes irían llegando en las semanas siguientes. En el acto inaugural, Morelos pronunció un discurso en cuya redacción había colaborado Carlos María de Bustamante como revisor, y que su idea fundamental era la «salvación de la patria».
Pocos días después, y ante el arribo de los jefes militares a Chilpancingo, Morelos preparó un discurso conocido como Sentimientos de la Nación, en el que se expresan los pensamientos de Morelos, que habían sido manifestados desde el bando del Aguacatillo en 1810, y en las cartas que Morelos escribió en su época insurgente, así como algunos elementos de los escritos de la Junta Nacional, y escribió finalmente que el Congreso debería dictar como primera ley la supresión de la esclavitud y la igualdad de todos los mexicanos. Este documento fue leído en la sesión del 13 de septiembre por el secretario Juan Nepomuceno Rosáins.

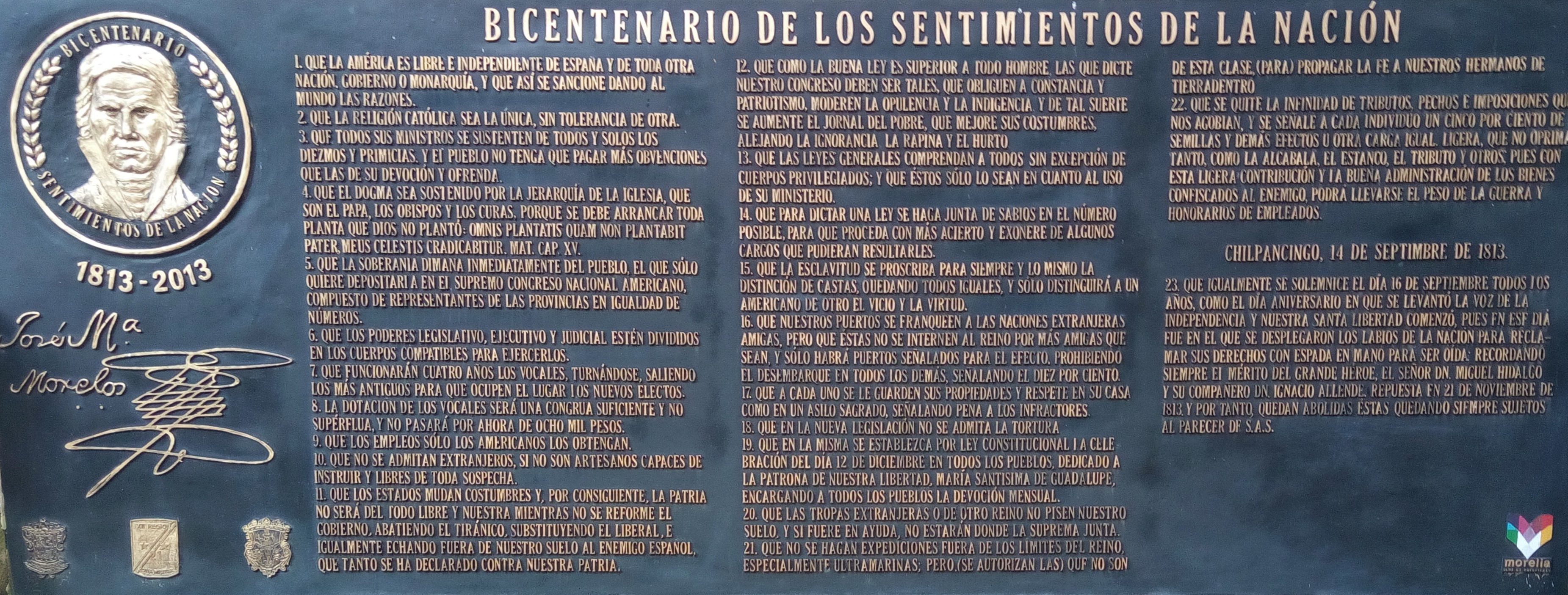
Placa conmemorativa de los 200 años de los «Sentimientos de la Nación» en la Casa Natal de Morelos.

Al día siguiente, se efectuó la sesión en la que debería elegirse Generalísimo, y esta elección se llevó a cabo por el Congreso. Fueron propuestos Rayón, Liceaga, Berdusco y Morelos, y por unanimidad resultó elegido Morelos, pero en vista de su renuencia a aceptar el cargo, los miembros del Congreso decidieron tomar un tiempo para deliberar. Los militares se opusieron, argumentando que Morelos había sido elegido por aclamación popular y no se podía aceptar su renuncia, que fue la decisión final del Congreso. Finalmente Morelos aceptó, y el Congreso le otorgó el título de «Alteza Serenísima», que Morelos rechazó y decidió cambiar por «Siervo de la Nación», de acuerdo a una argumentación bíblica.
Más tarde, llegaron los diputados que faltaban, entre ellos Bustamante por México, Cos por Veracruz, Liceaga por Guanajuato y Rayón por Guadalajara. Ya reunidos todos los diputados, el Congreso procedió a declarar el 6 de noviembre, la independencia de América Septentrional, con el decreto siguiente: «Queda rota para siempre jamás y disuelta la dependencia del trono español». Aún no era usado el término México, que entonces se refería únicamente a la provincia homónima. Los diputados comenzaron la redacción de la Constitución, basándose en la Constitución de Cádiz, la Constitución de los Estados Unidos y la Constitución francesa de 1791. Decretó también la restauración de la Compañía de Jesús y la cobranza de impuestos, creándose para el efecto los tribunales fiscales correspondientes.

##### Quinta Campaña

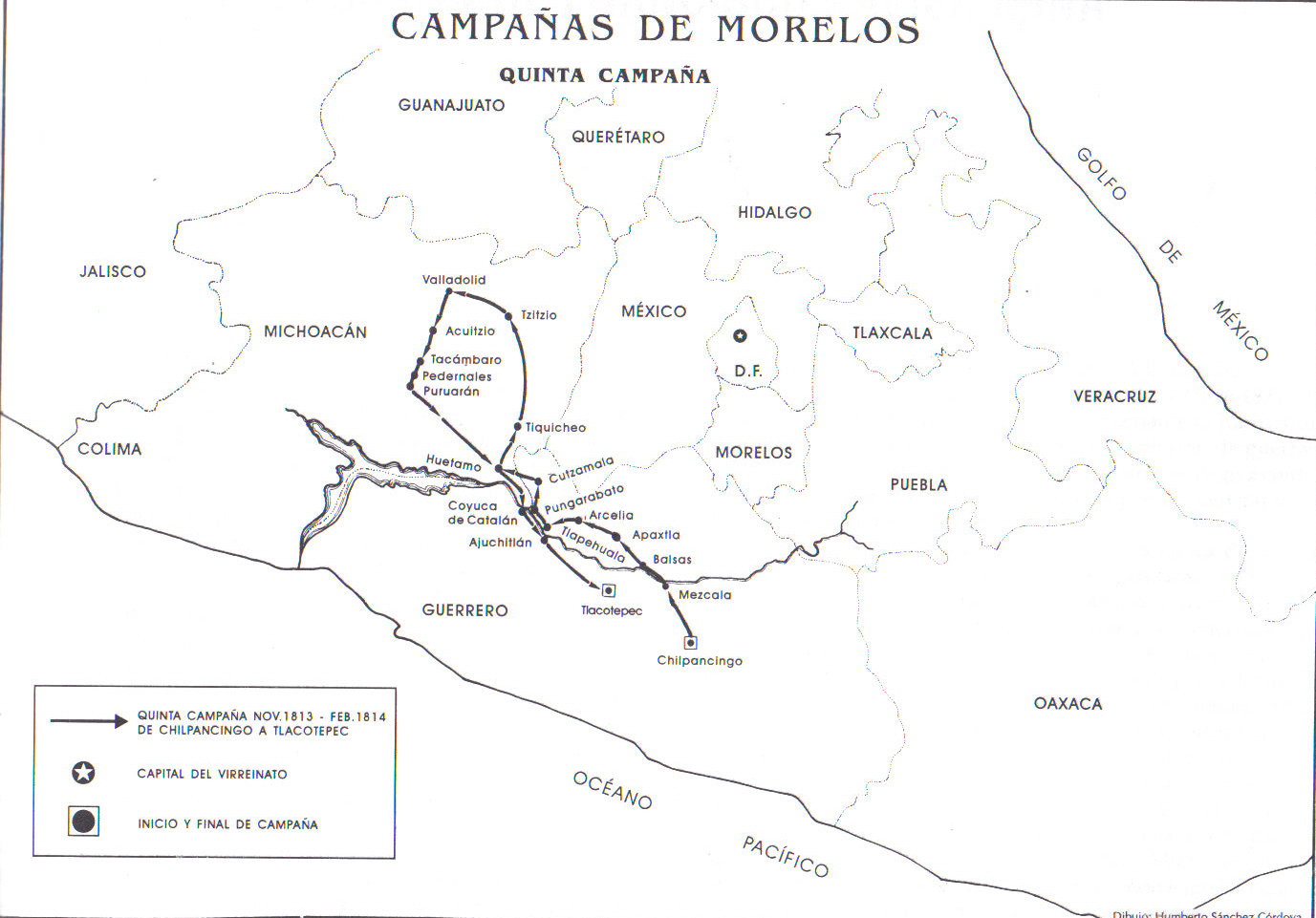
Mapa de la quinta y última campaña de Morelos (1813-1815).

Tras el cierre del Congreso, el cuerpo legislativo se trasladó con Morelos a seguir la guerra. Matamoros proponía atacar Puebla, considerada una ciudad estratégica por el gobierno español, o bien Guadalajara o la Ciudad de México. Sin embargo, Morelos se decidió por Valladolid, su ciudad natal, y que había sido tomada por Hidalgo en octubre de 1810, y reconquistada por las fuerzas españolas en diciembre del mismo año. Mientras tanto, Matamoros derrotó a una división española en El Palmar y Nicolás Bravo hizo lo mismo en Coscomatepec. Pero Venegas había sido removido del virreinato y en su lugar había sido nombrado Calleja, quien se dio a la tarea de reorganizar al ejército.
Morelos criticó una guerra de guerrillas que se había desatado en Guanajuato y Michoacán, ya que, según sus planes, la guerrilla no retenía segura ninguna población. Rayón se opuso diciendo que los guerrilleros conocían mejor el territorio que los realistas. En medio de sus fricciones con Rayón, Morelos logró obtener información sobre el territorio michoacano y logró planear su estrategia de batalla. Ramón Rayón, hermano de Ignacio, le ofreció apoyo y soldados, pero Morelos se negó. Las dificultades tenidas con Rayón hicieron dudar a Morelos sobre su victoria, ya que su familia era una de las más respetadas en Michoacán. Morelos intentó remediar la situación escribiendo una carta a Rayón, pero este no respondió. Finalmente, y tras tres años de ausencia, Morelos llegó el 12 de diciembre a Carácuaro, donde se enteró de que en abril de 1811, Brígida Almonte había muerto de tuberculosis. Diez días más tarde, Morelos acampó en los Llanos de Santa María, a pocas leguas de Valladolid.

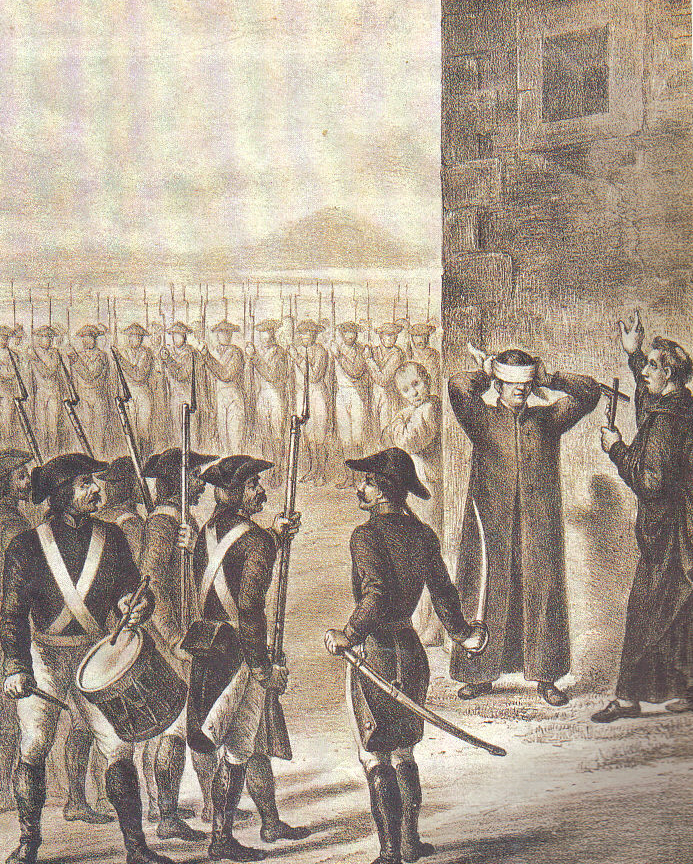
Fusilamiento de Matamoros en Valladolid, 3 de febrero de 1814.

El 23 de diciembre, Morelos, Bravo y Galeana atacaron Valladolid, en un hecho conocido como la Batalla de las Lomas de Santa María. Alrededor del mediodía, el ejército realista consiguió frustrar un ataque conjunto de las tropas insurgentes, comandadas por Galeana y Bravo, gracias a refuerzos realistas, que llegaron desde la capital y que eran comandados por Ciriaco del Llano. Al día siguiente, 24 de diciembre durante la noche de Navidad, Agustín de Iturbide y Del Llano, lograron penetrar hasta el campamento insurgente, y tras unos minutos de batalla, se retiraron dejando a los insurgentes matándose entre ellos mismos. En este acto, Juan Nepomuceno Almonte, hijo de Morelos, fue herido en un brazo. Pocos días después, y aconsejado por varios de sus militares, Morelos ordenó que una parte de su ejército se presentara en Puruarán el 4 de enero de 1814 a detener a las fuerzas realistas, mientras él y la parte restante del ejército huían. En la batalla de Puruarán un soldado llamado Eusebio Rodríguez capturó a Matamoros, y fue recompensado con 200 pesos oro. Tras un juicio sumario en Valladolid, Matamoros fue fusilado en el Portal de las Ánimas, el 3 de febrero, pese a que Morelos había ofrecido al gobierno virreinal 300 soldados españoles a cambio de la vida de Matamoros.
El Congreso ordenó a Morelos marchar con su ejército hasta Acapulco para efectuar la ejecución de los prisioneros realistas ofrecidos en canje al gobierno virreinal. Mientras tanto, el Congreso tomó la decisión de despojar a Morelos del mando militar y del poder ejecutivo, mientras que fue nombrado diputado por Nuevo León, cuando se aumentó a dieciséis los miembros del Congreso, al tiempo que Liceaga y Rayón volvieron a dirigir tropas. El 24 de febrero, José Gabriel de Armijo, derrotó a Morelos en la Batalla de Tlacotepec.
El 22 de octubre de 1814, el Congreso promulgó en Apatzingán la primera constitución en la Historia de México. Morelos se había reconciliado con el Congreso pocas semanas antes y colaboró en la corrección y redacción de los últimos artículos. Debido a la persecución del ejército realista, el Congreso redactó la Constitución entre las haciendas de Tiripetío y Santa Efigenia, y los principales redactores fueron José Manuel de Herrera, Andrés Quintana Roo, José Sotero Castañeda, Cornelio Ortiz de Zárate, Manuel de Aldrete y José María Ponce de León, quienes incluyeron en el texto las garantías individuales, aunque los ciudadanos deberían estar sujetos al gobierno. El mismo día, se eligió al Supremo Gobierno, se celebró un festín y Morelos afirmó que era «el día más feliz de su vida».
Morelos, Liceaga y Cos asumieron el poder ejecutivo, cuya principal tarea era planear la lucha insurgente contra el ejército realista. Morelos se encargó de fortificar el Cerro del Cóporo, donde años más tarde Ramón Rayón derrotaría a Iturbide. En junio de 1814, Hermenegildo Galeana acudió a la costa guerrerense, a defender las posiciones conquistadas. El 27 de junio sufrió un accidente al caer de su caballo. Fue capturado por un soldado realista llamado Joaquín de León, quien lo degolló al instante. Se dice que al conocer Morelos la noticia de la muerte de Galeana, exclamó «Se han acabado mis dos brazos, ya no soy nada», haciendo referencia a Matamoros y Galeana.
El gobierno insurgente estableció comunicación con los Estados Unidos de América, nombrando a José Manuel de Herrera como su embajador, y a José Álvarez de Toledo, cubano nacionalizado mexicano residente en Nueva Orleans, como cónsul en Nueva York. En Puruarán, se creó la primera bandera militar de la historia de México. Poco tiempo después, salió la comitiva hacia Estados Unidos, en la que iba el hijo de Morelos, que fue enviado a estudiar por su padre.
El 7 de marzo de 1815, se llevó a cabo en Ario, Michoacán, la instalación del Supremo Tribunal de Justicia, con lo que quedaban completos los tres poderes de la unión. El ejército realista, en la persona de Iturbide, empezó una persecución implacable contra ellos, puesto que Fernando VII había vuelto de su cautiverio en Bayona, Francia y se había derogado la Constitución de Cádiz.
El Congreso comisionó a Rosaíns levantar tropas por Veracruz y Puebla, zona donde Ignacio López Rayón se encontraba con mucho poder y con la misma comisión. Esto produjo conflicto ya que Rayón presumía de antigüedad al haber servido a Hidalgo. Durante un largo plazo, hubo serias discordias insurgentes, que acabaron con la derrota de Rosaíns. Morelos y el Congreso lo culparon de las derrotas, y estuvo a punto de ser fusilado, pero gracias a la intervención de Liceaga fue salvado. Mientras tanto, Vicente Guerrero, Guadalupe Victoria y Manuel Mier y Terán, lograron apoderarse de todo Veracruz.
Otras discordias se produjeron dentro del Congreso, ya que José María Cos, había logrado conseguir el mando de unas tropas en Pachuca, donde expidió un manifiesto llamando a sus tropas a desconocer al Congreso y que el mando militar le fuera restituido a Morelos y Rayón. El Congreso ordenó a Morelos capturar a Cos, mientras este ordenó a su tropa que lo defendiese, pero en lugar de hacerlo, lo entregaron a Morelos, quien ordenó su ejecución. Pedro Herrera, cura de Uruapan y antiguo maestro de Morelos, al igual que José María Izazaga, intercedieron por Cos y finalmente no fue fusilado.
El gobierno del virreinato se estaba fortaleciendo debido a que en 1814, Fernando VII regresó de su exilio y cautiverio en el castillo de Valençay, Francia, después de que las tropas españolas vencieran en la Guerra de Independencia de España. Muchas tropas que combatieron contra las fuerzas de Napoleón, llegaron a México a reforzar a las tropas realistas. Bajo el mando de militares como José Gabriel de Armijo, los realistas lograron reconquistar Oaxaca y Acapulco, en julio de 1815. Calleja ordenó a las fuerzas realistas atacar al Congreso y al Tribunal de Justicia. Por ello, el Congreso acordó trasladarse a Tehuacán, Puebla, el 29 de septiembre de 1815, custodiados por una caravana dirigida por Morelos y Bravo.

### Captura
El 5 de noviembre de 1815, Morelos fue capturado en Tezmalaca, Guerrero, por las tropas españolas al mando del Coronel Manuel de la Concha. Durante la marcha del Congreso hacia Tehuacán, las tropas realistas, situadas en el municipio guerrerense de Atenango del Río, supieron el desplazamiento de los insurgentes a Tehuacán. De inmediato, Manuel de la Concha salió de la guarnición al amanecer junto con una brigada de aproximadamente 500 hombres. Pocas horas después lograron alcanzar a las fuerzas insurgentes comandadas por Morelos, quien iba al centro y Bravo, en la retaguardia. El Congreso, que viajaba con ellos, logró evadir la captura realista gracias a los esfuerzos de las tropas de Bravo. Morelos intentó salvar la vida de uno de sus soldados y en ese momento fue aprehendido por 10 soldados realistas. No era la primera vez que Morelos era capturado, ya que en la acción militar de Lomas de Santa María fue aprehendido por un soldado realista, pero las tropas de Matamoros lo salvaron antes de ser conducido al campamento realista.

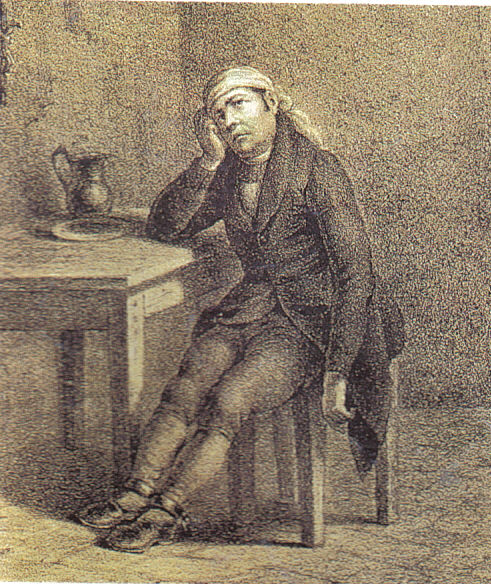
Grabado realizado en 1870, con Morelos en la Cárcel del Arzobispado.

El comandante de la división que capturó a Morelos en Tezmalaca fue Matías Carranco, antiguo militar insurgente que desertó en 1812. Morelos le dijo, al reconocerlo: «Señor Carranco, parece que nos conocemos», y después le regaló un reloj. Acto seguido, Morelos y 200 prisioneros insurgentes más, fueron conducidos ante Manuel de la Concha, quien procedió a dictar el comunicado que se envió al Ministerio de Guerra, en Valencia, España, y a la Ciudad de México. Asimismo, ordenó el fusilamiento de 150 de los 200 prisioneros insurgentes, quienes fueron ejecutados en presencia de Morelos. Los 50 insurgentes restantes fueron enviados como esclavos a Manila.

#### Juicio
En México, la noticia se supo el 9 de noviembre, y se mandó celebrar con un Te Deum, celebrado por el arzobispo Pedro de Fonte. A pesar de que la ley y el derecho canónico, permitían ejecutar a los eclesiásticos que fueran sorprendidos con las armas en la mano, Calleja, la Inquisición Española, y el gobierno, vieron en su captura la posibilidad de juzgar a toda la insurgencia. A pesar de que Manuel de la Concha pidió que el juicio se realizara en Puebla, Calleja ordenó que fuera en la capital. Morelos llegó a la Ciudad de México el 13 de noviembre de 1815.
El primer juicio realizado a Morelos fue el Proceso de las Jurisdicciones Unidas, realizada entre el 14 y el 23 de noviembre, presidido por el auditor de guerra Miguel Bataller, y por el representante del arzobispado, Félix Flores Alatorre. El gobierno consideró prudente otorgarle un defensor, y la responsabilidad cayó en manos del abogado vallisoletano José María Quiles. La principal acusación realizada hacia Morelos fue la de haber incurrido en el delito de alta traición al rey, la patria y Dios, sabotaje del virreinato y provocar muertes y destrozos. En su contestación, Morelos respondió diciendo: «En España ya no había rey, se fue a su casa de Francia, pero si bien regresó, volvió al trono como un déspota contaminado de irreligiosidad». Después se le siguió el juicio eclesiástico, donde fue acusado de violar el celibato al tener 3 hijos ilegítimos y de no hacer caso de las excomuniones levantadas en su contra por el obispo michoacano Manuel Abad y Queipo. En una carta dirigida al inquisidor Antonio Bergosa y Jordán (que era obispo de Oaxaca en 1812, cuando el Ejército Insurgente tomó la ciudad), Morelos expresó que las excomuniones sólo eran válidas en caso de que el papa o un concilio las dictara. Por decreto del Tribunal de la Inquisición, de fecha 23 de noviembre, Morelos fue condenado a la degradación religiosa.

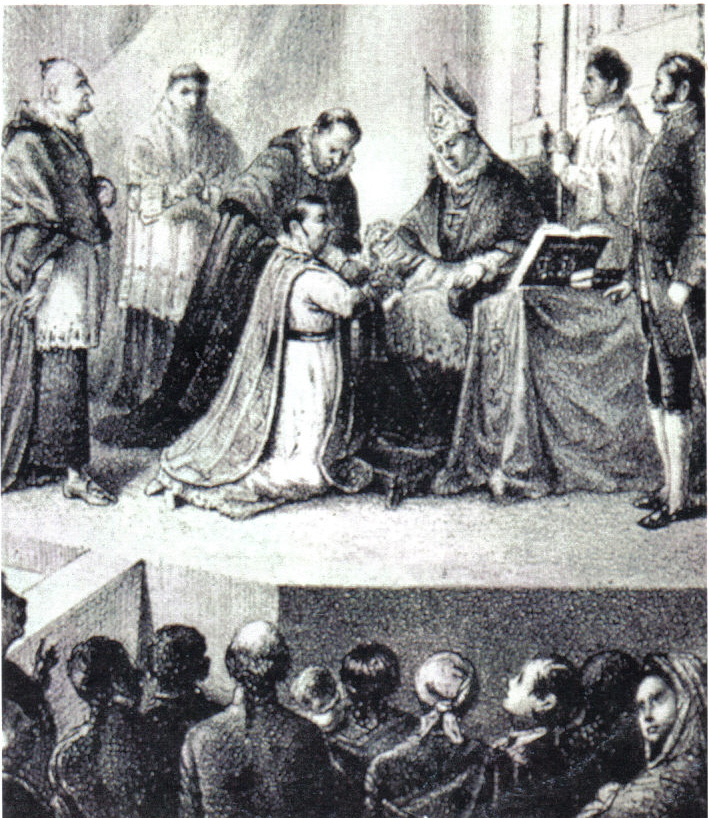
La degradación religiosa de Morelos se llevó a cabo el 27 de noviembre de 1815, y fue en audiencia pública.

El 17 de noviembre, Ignacio Alas fue nombrado por el Congreso como sustituto de Morelos, y este mismo cuerpo legislativo envió al virrey Félix Calleja una carta, fechada el 20 de noviembre, solicitando el perdón para Morelos. El 24 de noviembre, los obispos de Puebla, Durango y Oaxaca, fueron recibidos en una entrevista privada por Calleja, a quien le pidieron no aplicar la pena de muerte a Morelos. Quiles solicitó ese mismo día a Morelos información acerca del ejército insurgente. Pedro de Fonte, arzobispo de México, nombró la junta canónica que procedería a degradar a Morelos. Calleja, quien estaba inquietado debido a que el carcelero Manuel Flores le informó que existían planes de asesinarlo, decidió disfrazarse de militar e ir a visitar a Morelos.
La tarde del 27 de noviembre, en la Capilla del Santo Oficio, que actualmente es la Escuela de Medicina, Morelos fue conducido a degradación pública, oficiada por el Inquisidor General Antonio Bergosa y Jordán. Morelos vestía una sotana amarilla de menor talla que, según Lucas Alamán, quien presenció la escena, «le hacía ver afeminado». Bergoza pronunció en latín las palabras de la degradación, cuya traducción al idioma español, sería «Apartamos de ti la facultad de ofrecer el sacrificio a Dios, y de celebrar la misa. Con esta raspadura, te quitamos la potestad, que habías recibido en la unción de las manos. Te despojamos con razón del vestido sacerdotal. Te privamos del orden levítico, porque no cumpliste tu ministerio dentro de él. Como a hijo ingrato, te echamos de la herencia del señor». La narración de Alamán dice que Morelos derramó lágrimas al momento de ser degradado, pero Bustamante desmiente esto al decir que quien lloró fue Bergoza, pues sentía admiración hacia Morelos.
La Inquisición siguió un proceso a Morelos desde el 29 de noviembre. Los principales argumentos usados por los inquisidores fueron sofismas, pero el más usado fue la firma de la Constitución de Apatzingán, que había sido condenada en Roma por Pío VII, y se acusó de contener ideas contrarias a la fe católica. De acuerdo a una entrevista publicada en la declaración de Calleja ante el rey en 1822, el principal motivo del juicio inquisitorial a Morelos fue desprestigiarlo ante la población pues se le acusaba de mal católico y mal ciudadano.

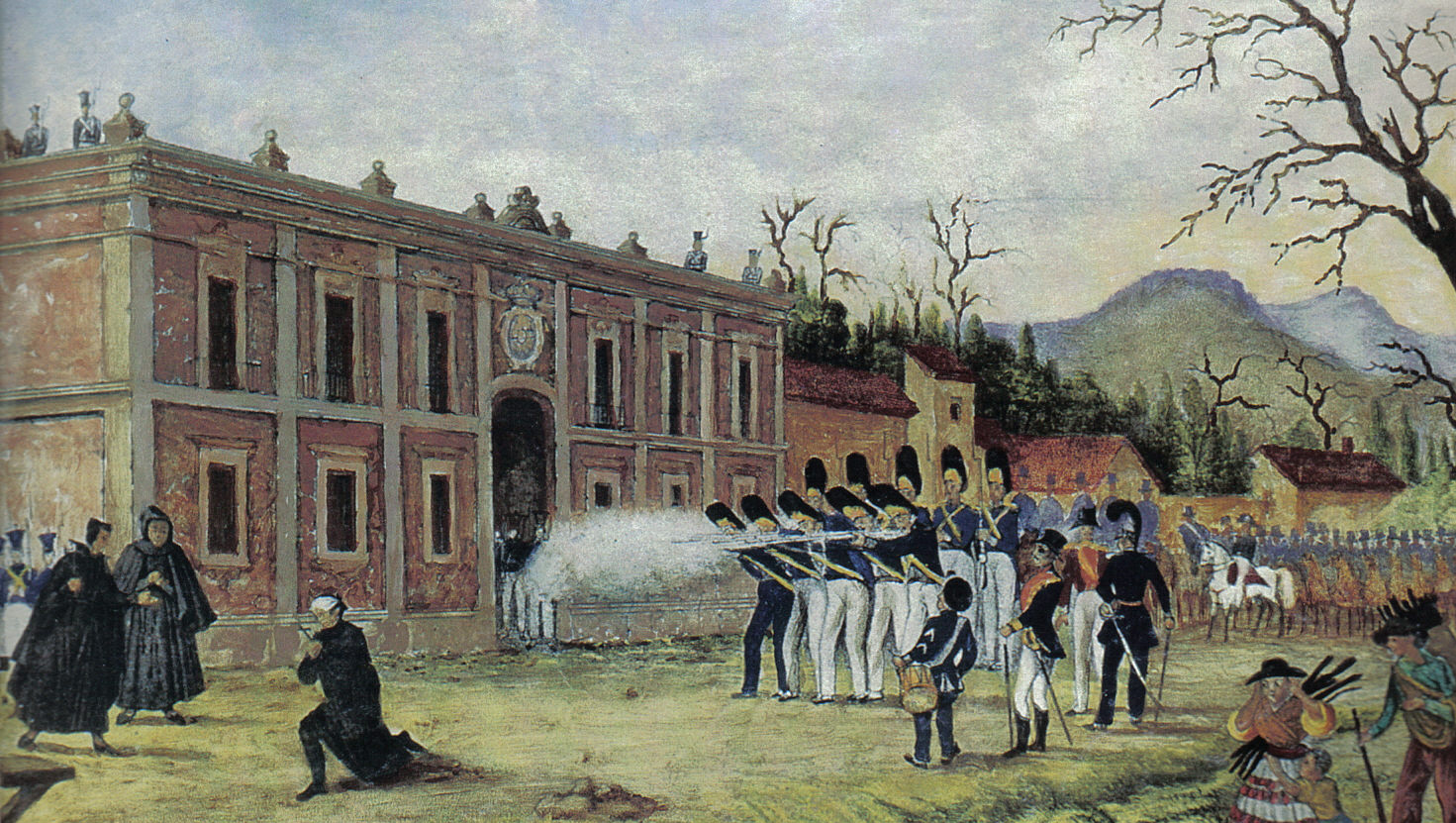
Fusilamiento de Morelos.

El arzobispo Pedro de Fonte redactó la retractación que Morelos debía firmar para que se le concediera el perdón del gobierno. A pesar de que Morelos reconoció no haber caído en ninguna herejía, la Inquisición le declaró hereje el día de su degradación y le condenó a reclusión perpetua en un convento africano.
De acuerdo las autoridades virreinales, Fonte visitó a Morelos para exigirle la firma de su retractación, y tras varios días, la retractación supuestamente firmada por Morelos comenzó a circular el 10 de diciembre. Y el día 12 de diciembre, Calleja recibió una carta de Morelos indicándole estrategias y lugares clave para el Ejército Insurgente.
Sin embargo, el historiador José Herrera Peña demuestra la falsedad de la supuesta retractación, pues nunca existió, ni esta ni la traición a sus compañeros de armas, por parte de Morelos, quien todo lo contrario: se mantuvo fiel a sus principios y valores, insurgentes y religiosos. Actualmente se considera un ardid de Calleja.
La madrugada del 21 de diciembre, Calleja dictó la sentencia de muerte para Morelos, y el coronel De la Concha, su captor, fue el encargado de ir a la prisión y leerla a Morelos, quien la escuchó de rodillas. Recordaba que hacía 18 años, en esa misma fecha y de rodillas también, recibió la unción sacerdotal.

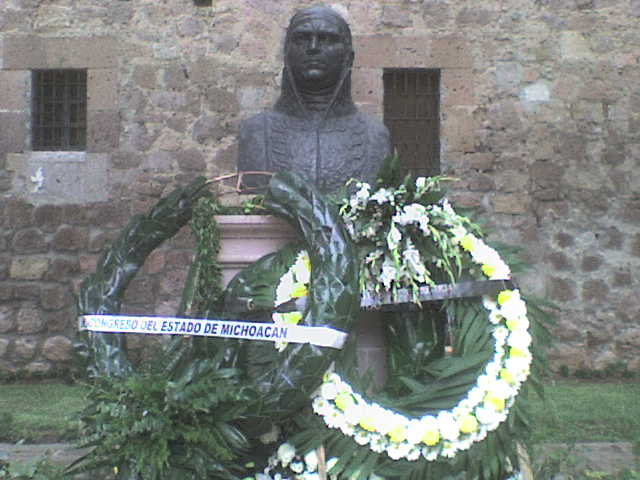
Ofrenda al busto de Morelos en un aniversario luctuoso, en el lugar de su nacimiento.

#### Ejecución
El viernes 22 de diciembre, alrededor de las seis de la mañana, Morelos despertó en su celda, comió un pan con café, y después fue encadenado de manos y pies, subió a una carroza custodiada por 50 soldados y marchó a Ecatepec, donde se realizaría la ejecución, por orden de Calleja, ya que se podía presentar un motín. Al pasar por la Basílica de Guadalupe, intentó hincarse pero el peso de las cadenas se lo impidió. Tras un largo viaje, llegó a Ecatepec a la una de la tarde.
El sacerdote, Miguel Salazar, fue comisionado por Manuel de la Concha para confesar a Morelos y preparar su sepultura. Después de comer, Morelos conversó un poco con Salazar y De la Concha, y posteriormente se confesó. Antes de pasar al paredón, rezó el salmo 51 y posteriormente tocaron los tambores. Morelos abrazó a Concha, se vendó los ojos, tomó un crucifijo y exclamó: «Señor, si he obrado bien, tú lo sabes, pero si he obrado mal, yo me acojo a tu infinita misericordia». Acto seguido se hincó con la espalda al pelotón. A la voz de mando sonaron dos descargas. Oficialmente, a las cuatro de la tarde del viernes 22 de diciembre de 1815, José María Morelos y Pavón había muerto.

## Restos mortales
Los restos de Morelos fueron inhumados el mismo día de su ejecución apenas una hora después de su fusilamiento a las 4 de la tarde en la iglesia del entonces pueblo de San Cristóbal Ecatepec, sin ningún honor fúnebre y sin ninguna marca que indicara el sitio. Una vez independizado el país, en 1823, fueron recuperados y traídos con honores a la Ciudad de México donde descansaron junto a los restos de otros próceres de la guerra de independencia como Hidalgo y Allende en la catedral metropolitana de la Ciudad de México hasta 1910 en que por órdenes del presidente Porfirio Díaz, fueron trasladados definitivamente a la Columna a la Independencia, con motivo de la celebración del centenario de la independencia en 1910.

## Legado y honores

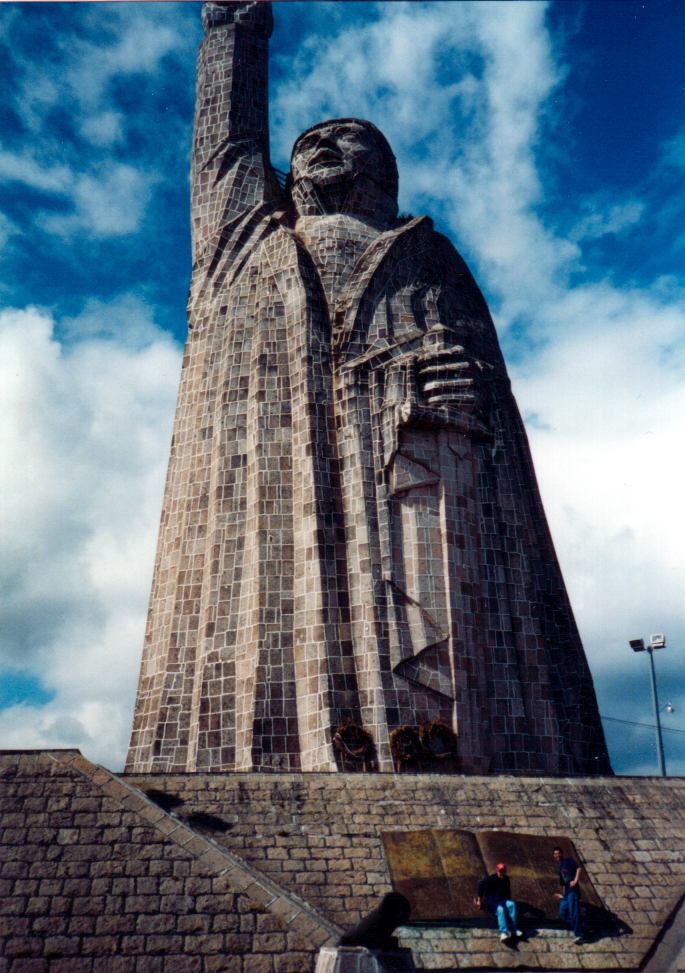
Estatua erigida en 1947 a Morelos, en la isla michoacana de Janitzio.

Cuenta una leyenda que Napoleón Bonaparte, emperador de Francia, exclamó, durante la campaña de 1812: «Con cinco generales como Morelos, conquistaría el mundo». También sus propios adversarios lo reconocían como militar. El virrey Francisco Xavier Venegas lo describió como «el principal corifeo de la insurrección, y ha sido en ella el genio de mayor firmeza, recursos y astucia».

### Toponimia
En su honor, el gobierno mexicano ha nombrado muchos lugares con su nombre:
- Su ciudad natal, Valladolid, fue renombrada a Morelia el 12 de septiembre de 1828, por decreto del Congreso local.[73]
- El estado de Morelos creado con partes del Estado de México el 21 de enero de 1869 por decreto del presidente Benito Juárez.
- El emperador Maximiliano de Habsburgo, decretó que en 1865, centenario de su nacimiento, se le erigiera una estatua ecuestre en Morelia, que aún hoy permanece ahí.

### Billetes y monedas
Entre 1947 y 1987, apareció en las monedas de un peso, en la de 100 pesos, acuñada entre 1977 y 1978, en el billete de 500 pesos, emitido aproximadamente entre 1943 y 1977, en el billete de 20 pesos (1969-1979). 
En 1984 empieza a circular la moneda de N$1 con la imagen de Morelos en la parte frontal con su imagen en perfil 3/4, hasta el fin de su circulación en el año 1992 para dar paso a los nuevos pesos que están en actual circulación.
Desde 1994, en el billete de N$50 y $50. 
En 2010 se emitió una moneda por motivo del bicentenario del inicio la Independencia, la pieza es de valor de N$5 con su efigie en la cara frontal de la moneda y su nombre completo, con la inscripción «bicentenario de la Independencia» y forma parte de la colección de personalidades del bicentenario de esta conmemoración , hecha por el banco de México. 
En 2015 hay un tiraje de monedas por el aniversario luctuoso de esta personalidad: 200 años de esa fecha; con su perfil en el frente de la moneda, su nombre completo, la inscripción «aniversario luctuoso del generalísimo», 1815-2015 como año del suceso, la denominación con letra «veinte pesos» y la ceca M°, marca de la Casa de Moneda de México.
En 2021, Morelos aparece nuevamente en una moneda a raíz del bicentenario de la consumación de la Independencia de México; en la moneda aparecen junto a él los perfiles de Miguel Hidalgo (izquierda) y Vicente Guerrero (derecha) como precursores en el movimiento de independencia, con denominación de $N20 actualmente en circulación y dentro de la última colección de monedas dodecagonales del banco de México. 
Durante la Segunda Guerra Mundial, un navío de guerra estadounidense fue nombrado en su honor como «SS José M. Morelos». Asimismo, el cine mexicano le ha representado en varias ocasiones.

### Cine
En 1943, Miguel Contreras Torres dirigió las cintas El padre Morelos y El rayo del sur, ambas estelarizadas por el actor Domingo Soler. Las telenovelas de corte histórico Los Caudillos (1968) y La antorcha encendida (1996) le otorgaron un papel estelar. En la primera, el papel de Morelos fue desarrollado por Narciso Busquets y en la segunda, por Sergio Reynoso. En el 2010, en la serie de nombre Gritos de muerte y libertad, el papel de Morelos fue interpretado por Alberto Estrella.Por último, se estrenó en 2012 la película Morelos para streaming, protagonizada por Dagoberto Gama y dirigida por Antonio Serrano.

## Descendientes
- Juan Nepomuceno Almonte: militar, político y diplomático mexicano, veterano de la Batalla de El Álamo y partidario del emperador Maximiliano I de México.
- Manuel Jacobo Sosa Pavón: militar mexicano que participó en la Revolución mexicana.